# 浜松町駅

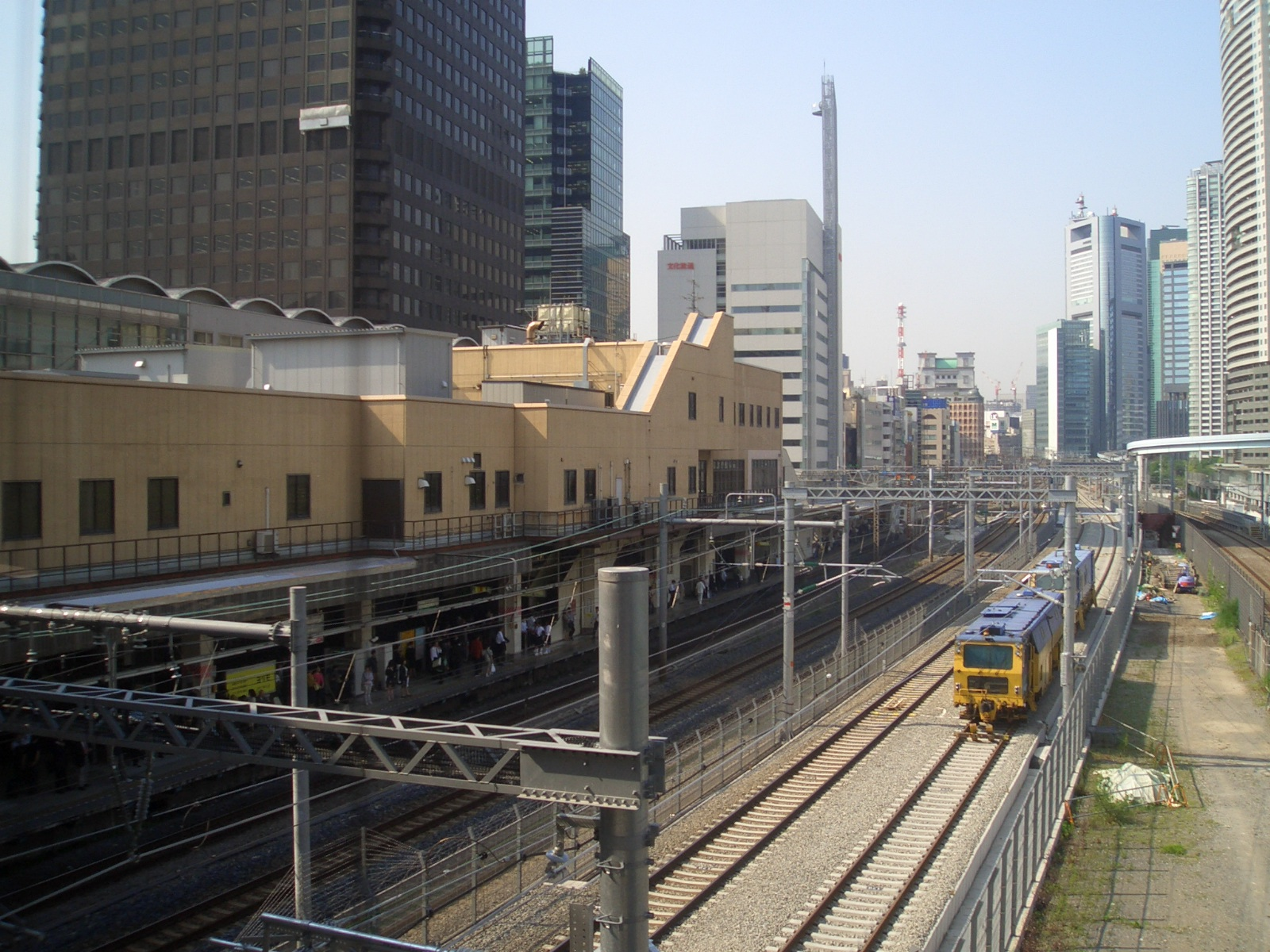
浜松町駅舎ビル（2006年5月）

浜松町駅（はままつちょうえき）は、東京都港区にある、東日本旅客鉄道（JR東日本）の駅である。
本項では、ほぼ同位置に所在する東京モノレールのモノレール浜松町駅（モノレールはままつちょうえき）についても扱う。
所在地は、JR東日本が海岸一丁目、東京モノレールが浜松町二丁目となっている。

## 乗り入れ路線
JR東日本の各線（後述）と、東京モノレールの東京モノレール羽田空港線が乗り入れている。また、JR東日本の駅には「 HMC 」のスリーレターコードが付与されている。
- JR東日本：各線（後述）
- 東京モノレール： 東京モノレール羽田空港線 - 駅番号「MO 01」

JR東日本の駅に乗り入れている路線は、線路名称上は東海道本線1路線のみであるが、当駅には電車線を走る京浜東北線電車および山手線電車のみが停車し、東海道線列車は停車せず、旅客案内では「東海道（本）線」とは案内されていない。このほか、東京貨物ターミナル駅方面への東海道本線支線（東海道貨物線）の起点駅となっているが、現在、当駅 - 東京貨物ターミナル駅間は休止中である。
- 京浜東北線：電車線を走行する東海道本線・東北本線の近距離電車。横浜駅から根岸線への直通運転も実施している。 - 駅番号「JK 23」
- 山手線：電車線を走行する環状路線 - 駅番号「JY 28」

また、当駅はJRの特定都区市内制度における「東京都区内」および「東京山手線内」に属する。

## 歴史
当駅付近では日本の鉄道開業当時から列車の運行が行われていたが、この時点ではまだ当駅は開設されていなかった。開設されるのは、市街高架線の部分開通に伴って国有鉄道東海道本線の品川 - 烏森（のちの新橋駅）間が開通する1909年（明治42年）12月16日のことであった。鉄道開業当初の新橋駅は後に貨物駅となる汐留駅で、また東京から北へ鉄道網を伸ばしていた日本鉄道のターミナル駅は上野駅となっていたが、この間を結ぶ鉄道がなく、連絡が課題となっていた。このため、この間を連絡する高架鉄道の建設が行われることになった。この際に当駅付近で旧線から分岐する形で高架橋を建設した。この時点では旧新橋駅が東海道本線の起点で、当駅は東海道本線支線上の駅であった。開業時点では山手線の電車のみが停車する駅で、島式プラットホーム1面2線が設置され、プラットホームの長さは約93.6メートルあった。すぐ東側には竹芝や芝浦など東京港の桟橋があり、伊豆七島へ向かう航路などへの連絡駅でもあった。
1914年（大正3年）12月20日に東京駅が開業し、これに合わせて東京駅を起点とする市街高架線が東海道本線となり、当駅も東海道本線上の駅となった。東海道本線の長距離列車の運転もこの際に開始されたが、当駅には長距離列車用のプラットホームは無く、引き続き近距離の電車のみの停車する駅であった。東京駅開業に合わせて京浜線電車（後の京浜東北線）が運転を開始し、当駅にも停車するようになった。
山手線と京浜東北線は田町 - 田端間で同一の線路を共用して運転してきたが、旅客の増加に伴い捌ききれなくなってきたため、線路を増設して分離する工事が行われ、1956年（昭和31年）11月19日に供用開始された。これにより、当駅のJRホームは現在に見るように島式ホーム2面4線の駅となった。
1964年（昭和39年）9月17日には東京モノレールが乗り入れて空港連絡のターミナル駅となり、さらに2000年（平成12年）12月12日には近くに都営地下鉄大江戸線の大門駅が開業している。
かつては東海道新幹線のさらに海側に東京貨物ターミナル駅につながる貨物線（通称:大汐線）が通っていたが、都営地下鉄大江戸線の工事に伴い休止となった。なお、行楽シーズンには貨物線上に設置した当駅の特設ホームから九州や北海道方面へのカートレインが1990年（平成2年）から末期の1998年（平成10年）まで発着していた（それ以前の恵比寿駅から移転）。

### 年表
- 1909年（明治42年）12月16日：鉄道院東海道本線品川 - 烏森間開通と同時に開業。旅客営業のみの旅客駅[5]。
- 1914年（大正3年）12月20日：京浜線電車（現・京浜東北線）が運転を開始。
- 1949年（昭和24年）6月1日：日本国有鉄道が発足。
- 1955年（昭和30年）5月8日：第2ホームを新設し、南北方向のホームを分離[新聞 2][新聞 3]。
- 1956年（昭和31年）11月19日：京浜東北線と山手線の分離運転を開始。
- 1964年（昭和39年）
  - 9月17日：モノレール浜松町駅が開業[新聞 1][4]。
  - 10月1日：都営地下鉄1号線（現：浅草線）の大門駅が開業し、乗り換え業務を開始。
- 1965年（昭和40年）11月：東京モノレールの全額負担で国鉄南口改札および国鉄とモノレールとの連絡跨線橋が開設[6]。
- 1968年（昭和43年）10月1日：国鉄駅での荷物の取り扱いを廃止[5]。
- 1974年（昭和49年）9月：モノレールのホーム有効長を90メートルに延伸し、現行の長さになる[7]。
- 1984年（昭和59年）
  - 3月：国鉄浜松町駅に橋上駅舎が設置される[8]。
  - 4月21日：モノレール浜松町駅の改修工事が完成し、供用を開始[9]。エスカレーターや階段などが新設された[9]。
- 1985年（昭和60年）：前年竣工した浜松町構内跨線人道橋が土木学会田中賞を受賞。
- 1987年（昭和62年）4月1日：国鉄分割民営化に伴い、国鉄の駅は東日本旅客鉄道（JR東日本）の駅となる[5]。東海道貨物線品川 - 浜川崎 - 鶴見間が品川 - 浜松町 - 浜川崎と鶴見 - 八丁畷に整理される。
- 1988年（昭和63年）3月13日：京浜東北線の快速運転開始により、日中は同線が通過するようになる。
- 1989年（平成元年）7月：モノレール浜松町駅ホームに冷房装置が設置される[10]。
- 1990年（平成2年）12月21日：カートレインの発着駅が恵比寿駅から変更される。
- 1992年（平成4年）12月25日：JR東日本の駅に自動改札機を設置[11]。
- 1996年（平成8年）
  - 7月18日：モノレール浜松町駅に南口が開設[12]。
  - 10月1日：東海道貨物線 品川 - 浜松町間が廃止。
- 1998年（平成10年）
  - 1月30日：都営地下鉄大江戸線の工事のため、東海道貨物線 浜松町 - 東京貨物ターミナル間（通称「大汐線」）休止。
  - 11月15日：モノレール浜松町駅3階にMCAT（モノレール浜松町シティエアターミナル）が開設[13]。
- 2000年（平成12年）12月12日：都営地下鉄大江戸線の大門駅が開業。
- 2001年（平成13年）11月18日：JR東日本でICカード「Suica」の利用が可能となる[報道 1]。
- 2002年（平成14年）
  - 4月21日：東京モノレールでICカード「Suica」の利用が可能となる[14][15]。
  - 7月14日：ダイヤ改正で京浜東北線の快速電車の停車駅となる[15][16]。
- 2003年（平成15年）7月19日：JRと東京モノレールとの連絡通路を新設[報道 2][17]。
- 2010年（平成22年）9月30日：MCAT（モノレール浜松町シティエアターミナル）の営業を終了[報道 3][18]。
- 2012年（平成24年）10月31日：びゅうプラザの営業を終了[19]。
- 2015年（平成27年）11月2日：モノレール浜松町駅がリニューアルオープン[報道 4]。
- 2018年（平成30年）3月17日：JR東日本と東京モノレールの乗換連絡通路を相互通行化[報道 5]。
- 2020年（令和2年）3月28日：JR東日本の2・3番線でホームドアの使用を開始[報道 6]。
- 2022年（令和4年）
  - 3月1日：駅たびコンシェルジュが開業[報道 7]。
  - 5月21日 - 5月23日：JR東日本の3・4番線ホームの拡幅（幅員：約6.5メートル→約10.1メートル）工事を実施[報道 8]。
- 2023年（令和5年）8月31日：みどりの窓口の営業を終了[20]。
- 2026年（令和8年）度：北側に橋上改札口を開設（予定）[報道 9]。東西自由通路の供用開始（予定）[報道 9]。南口自由通路を改修（予定）[報道 9]。
- 2029年（令和11年）12月：モノレールの駅舎の建て替え工事が終了（予定）[報道 10]。

## 駅構造

### JR東日本（浜松町駅）
島式ホーム2面4線を有する地上駅である。自動券売機、多機能券売機、指定席券売機が設置されている。
出入口は、新橋寄り地上階の北口、ホーム中程の階段・エスカレーター・エレベーターを上がった場所にある中央口、同じくコンコース経由で東芝ビルや日の出桟橋方面および金杉橋方面への南口の3か所である。中央口と南口はホームの上層にある橋上駅舎で、改札口から世界貿易センタービルとの連絡通路やその北側にある通路を通って東京モノレールへの乗り換えが可能である。
2002年（平成14年）にJR東日本が東京モノレールを買収してからは、コンコースの改修工事によってエスカレーターの増設やエレベーターの新設、それに東京モノレールの駅に直結する連絡通路と出口専用の改札口を新設し、JRから東京モノレールへの乗り換えの円滑化が図られた。
現在地上階の北口については、橋上駅舎化され港区の整備する東西自由通路と接続される予定（2019年〈令和元年〉9月着工、2028年〈令和10年〉竣工予定）。

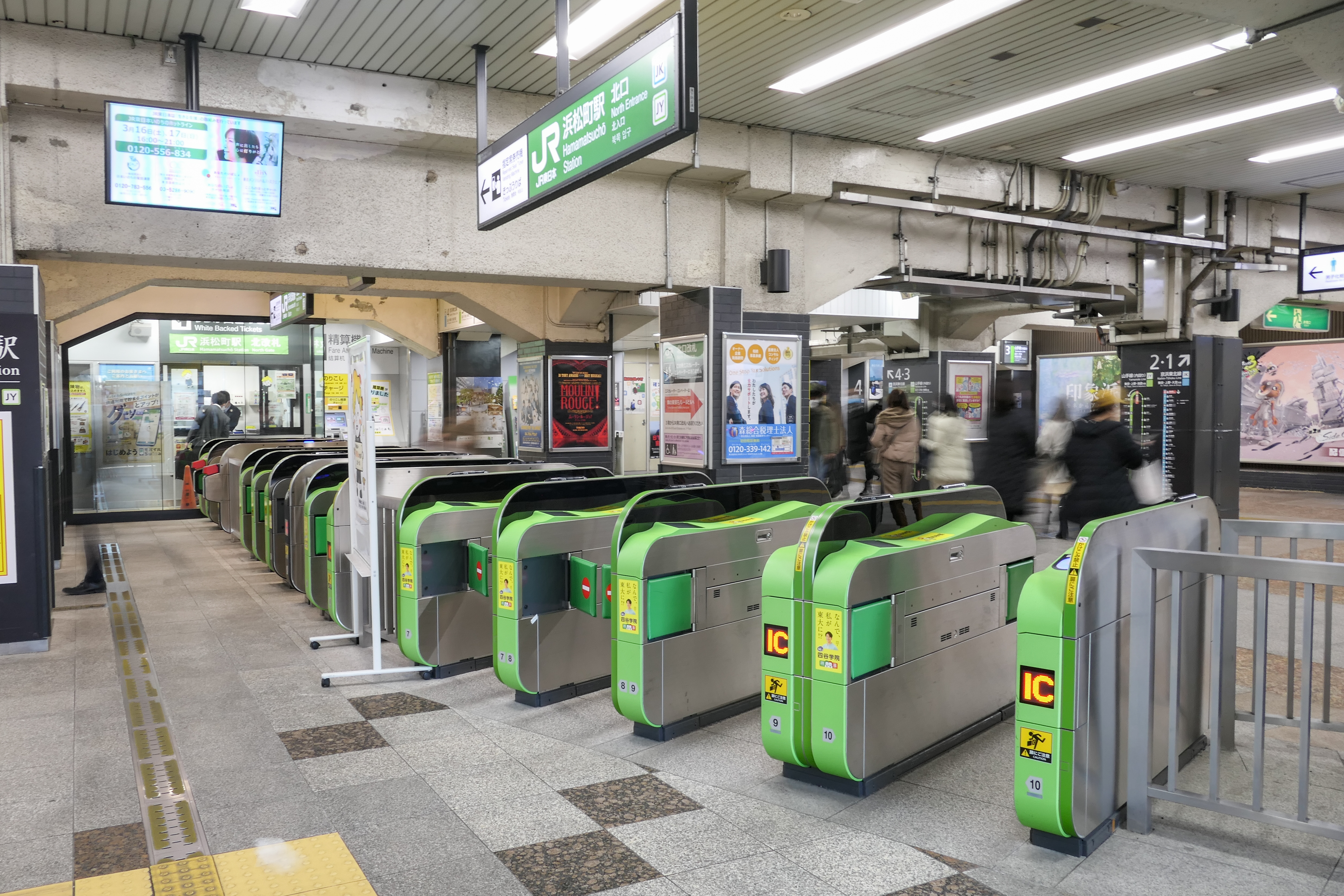
北口改札（2024年2月）
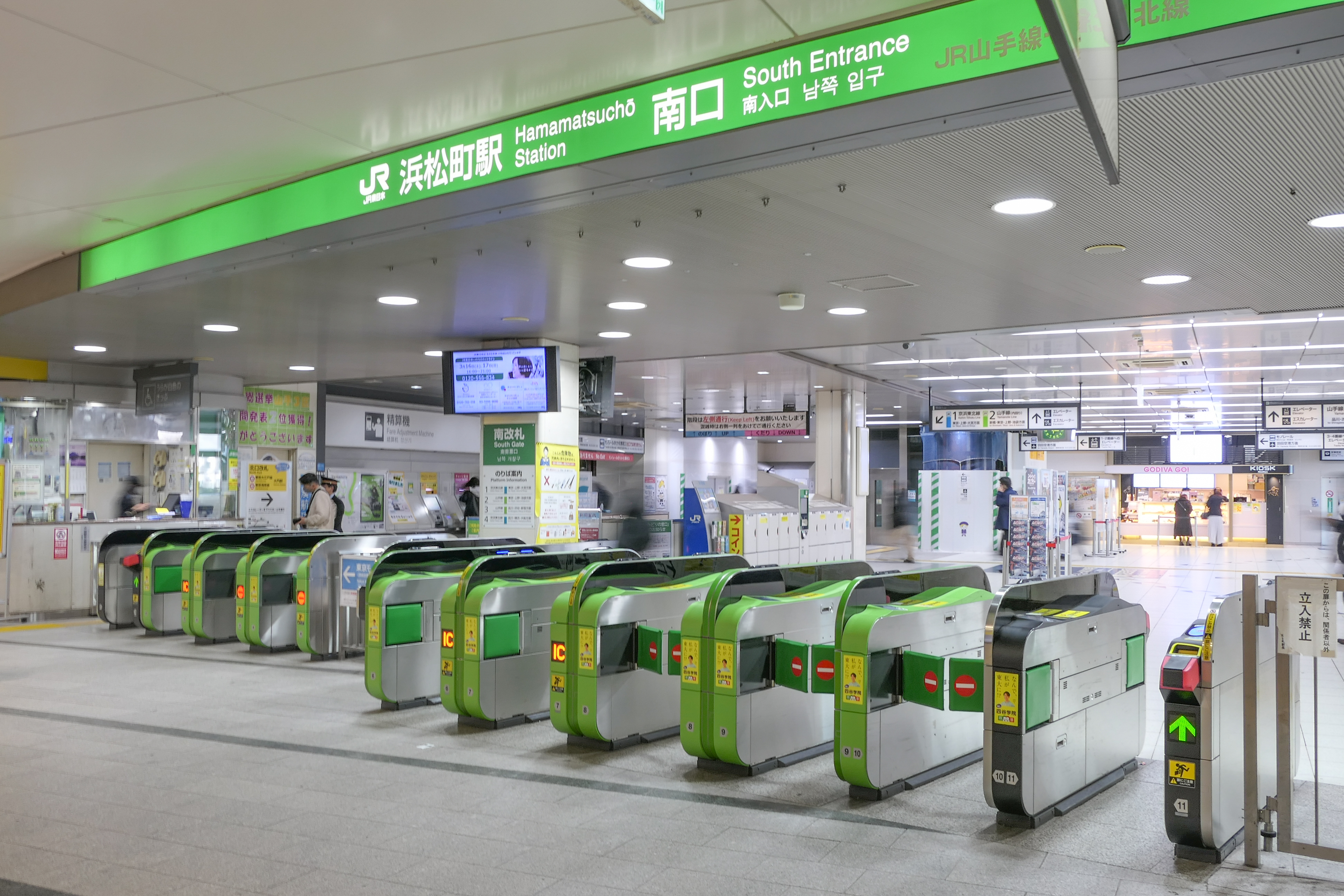
南口改札（2024年2月）
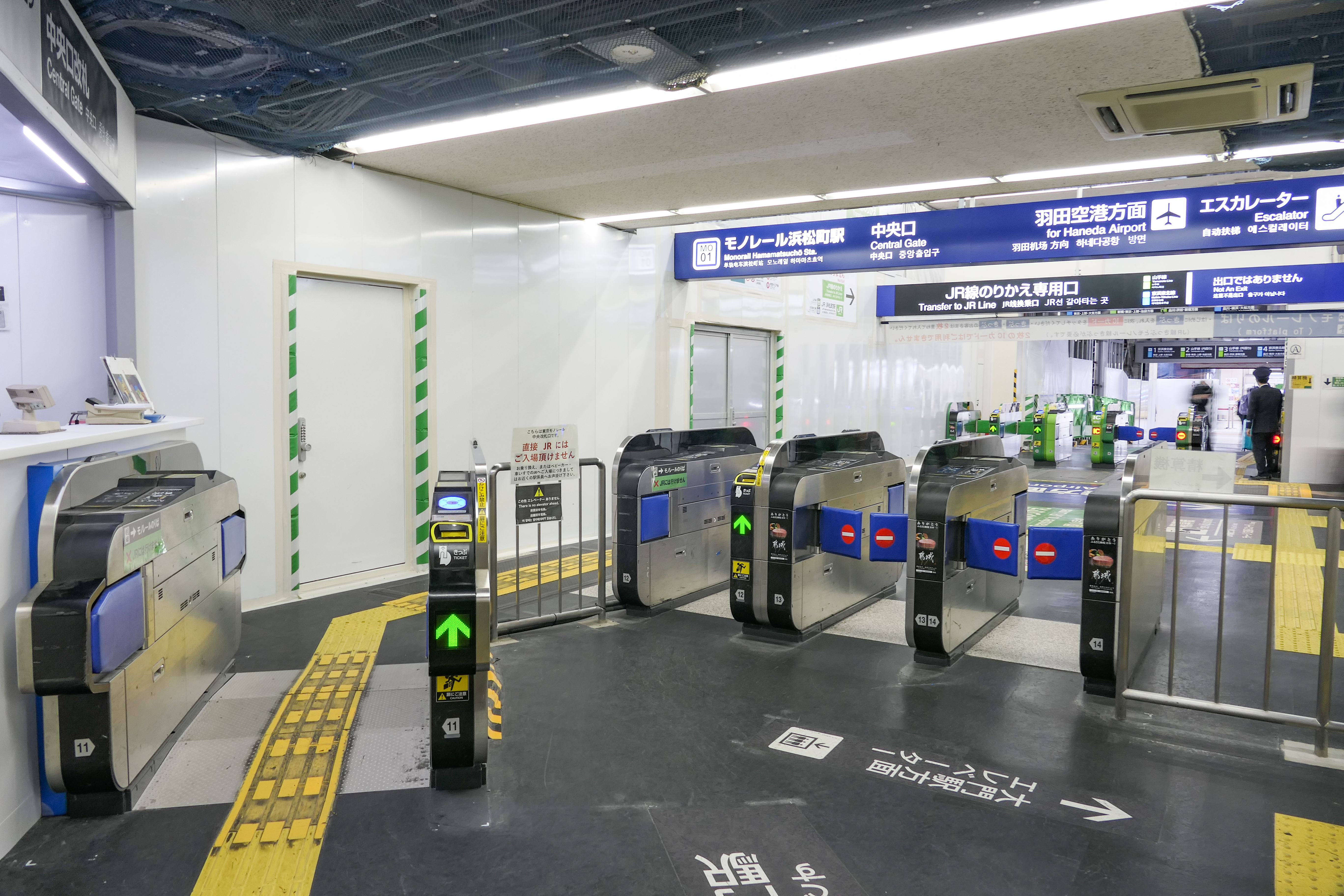
JR・東京モノレール連絡改札口（2024年2月）

#### のりば

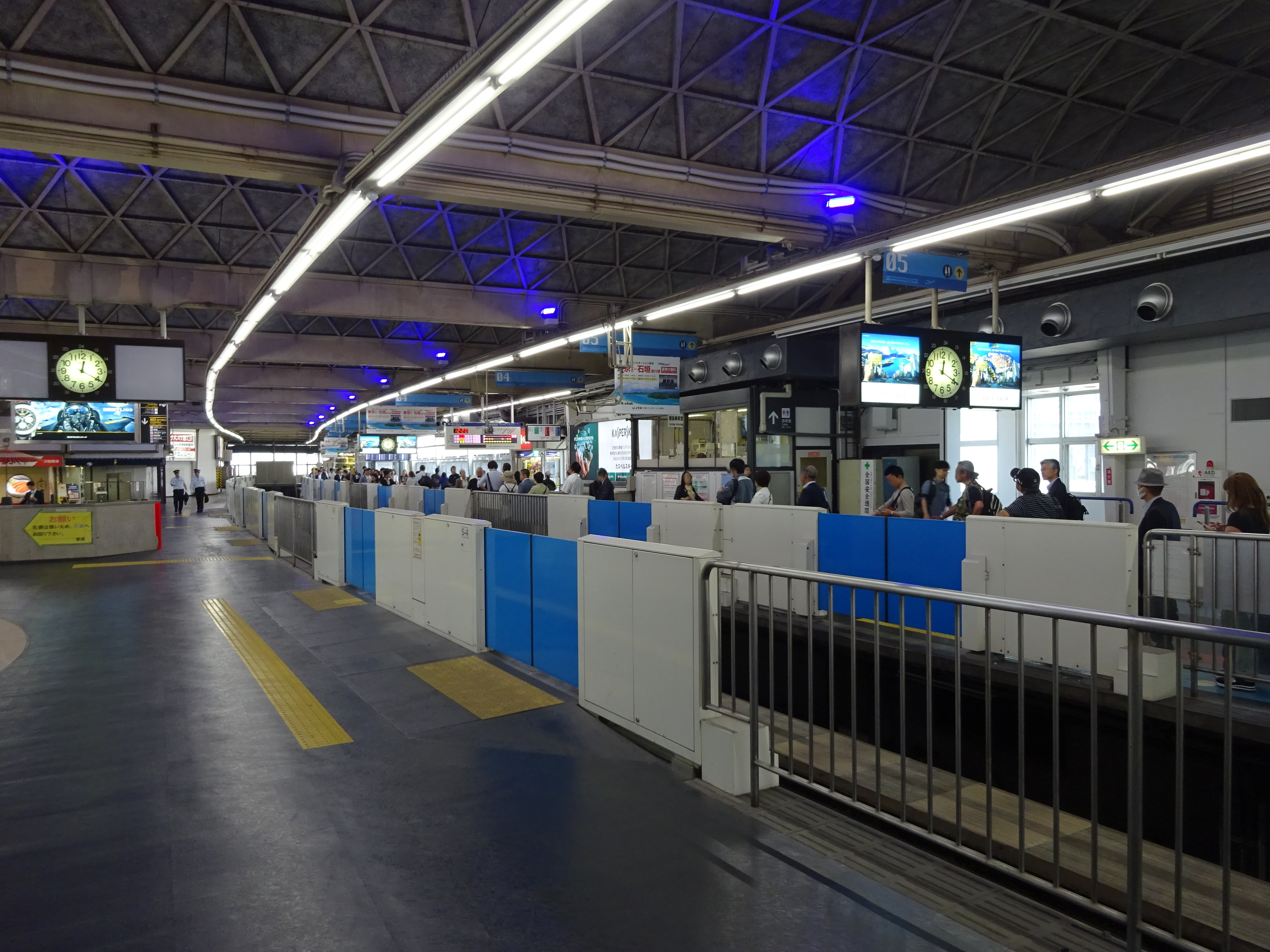
ホーム（2016年6月）

| 番線 | 路線       | 方向   | 行先                 |
| ---- | ---------- | ------ | -------------------- |
| 1    | 京浜東北線 | 北行   | 東京・上野・大宮方面 |
| 2    | 山手線     | 内回り | 東京・上野・池袋方面 |
| 3    | 山手線     | 外回り | 品川・渋谷・新宿方面 |
| 4    | 京浜東北線 | 南行   | 品川・横浜・大船方面 |

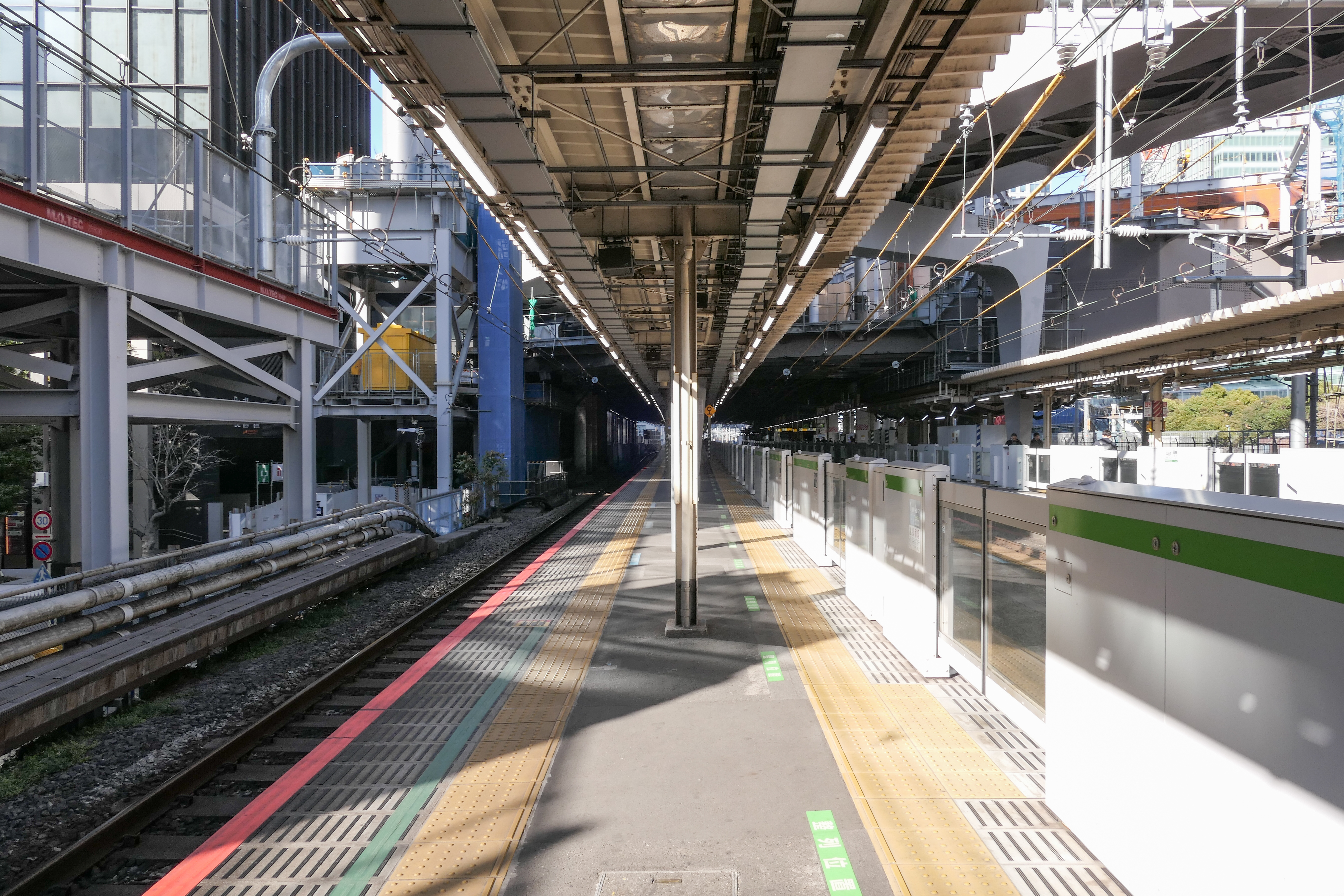
1・2番線ホーム（2024年2月）
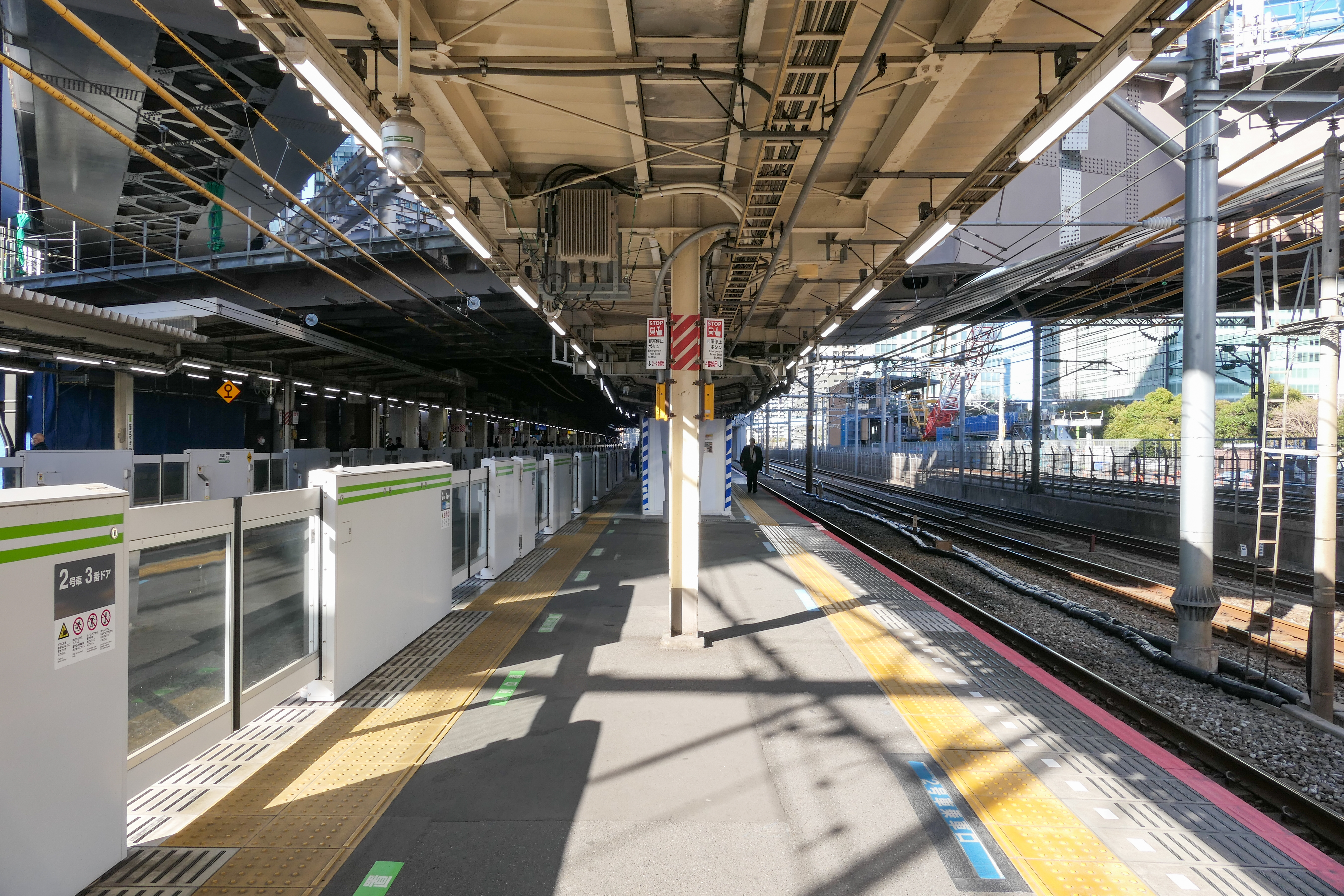
3・4番線ホーム（2024年2月）

#### 小便小僧
山手線外回り・京浜東北線南行ホーム（3・4番線ホーム）の田町寄りに像がある。名称は「小便小僧」で、季節によって衣装を変えることで知られ、通勤・通学客の目を楽しませている。
1952年（昭和27年）10月14日の鉄道開通80周年に際して、当時の浜松町駅長の椎野栄三郎が、何か記念になるものはないかと新橋駅の嘱託歯科医だった友人の小林光に相談し、小林の長男誕生記念に作られて診療所の庭に置かれていた白い陶器製の小便小僧が寄贈されたのが最初である。このホームは当時未供用で、1956年（昭和31年）の山手線と京浜東北線の分離運転開始でようやく利用が開始されている。1955年（昭和30年）5月にプラットホームの改修工事が行われ、小林から新たにブロンズ製の小便小僧が寄贈された。
当初は衣装はなく、裸の状態であった。ある寒い日に女の子が毛糸の帽子を被せたのが衣装を着せる最初であったとされている。その後、浜松町の会社に勤務していた田中栄子という女性が衣装を作成して着せるようになった。1955年（昭和30年）のブロンズ製の像の除幕式でも、田中の作った衣装でキューピッド姿で現れている。その後30年あまりに渡って田中が200着以上の衣装を作り続けてきたが、田中の死去により再び裸に戻った。
1986年（昭和61年）には、東京消防庁芝消防署から防災PR用に小便小僧に着せる消防服を作って欲しいと港区の手芸グループ「あじさい」に依頼があった。それをきっかけとして同年11月から再び着せ替えが始まり、それ以降は「あじさい」により衣装が毎月変更されている。像は動かせないので、人間のように衣服を着用することはできず、仮縫いまで済ませた服を持ち込んで現地で縫い合わせることで着用させている。
当初の白い陶器の小便小僧が作られたきっかけであった小林光の長男・小林光道は、現在も駅近くの世界貿易センタービル14階で歯科医院を開いている。
2009年（平成21年）の開業100周年記念で、改札外コンコースに小便小僧のモザイクレリーフが設置された。

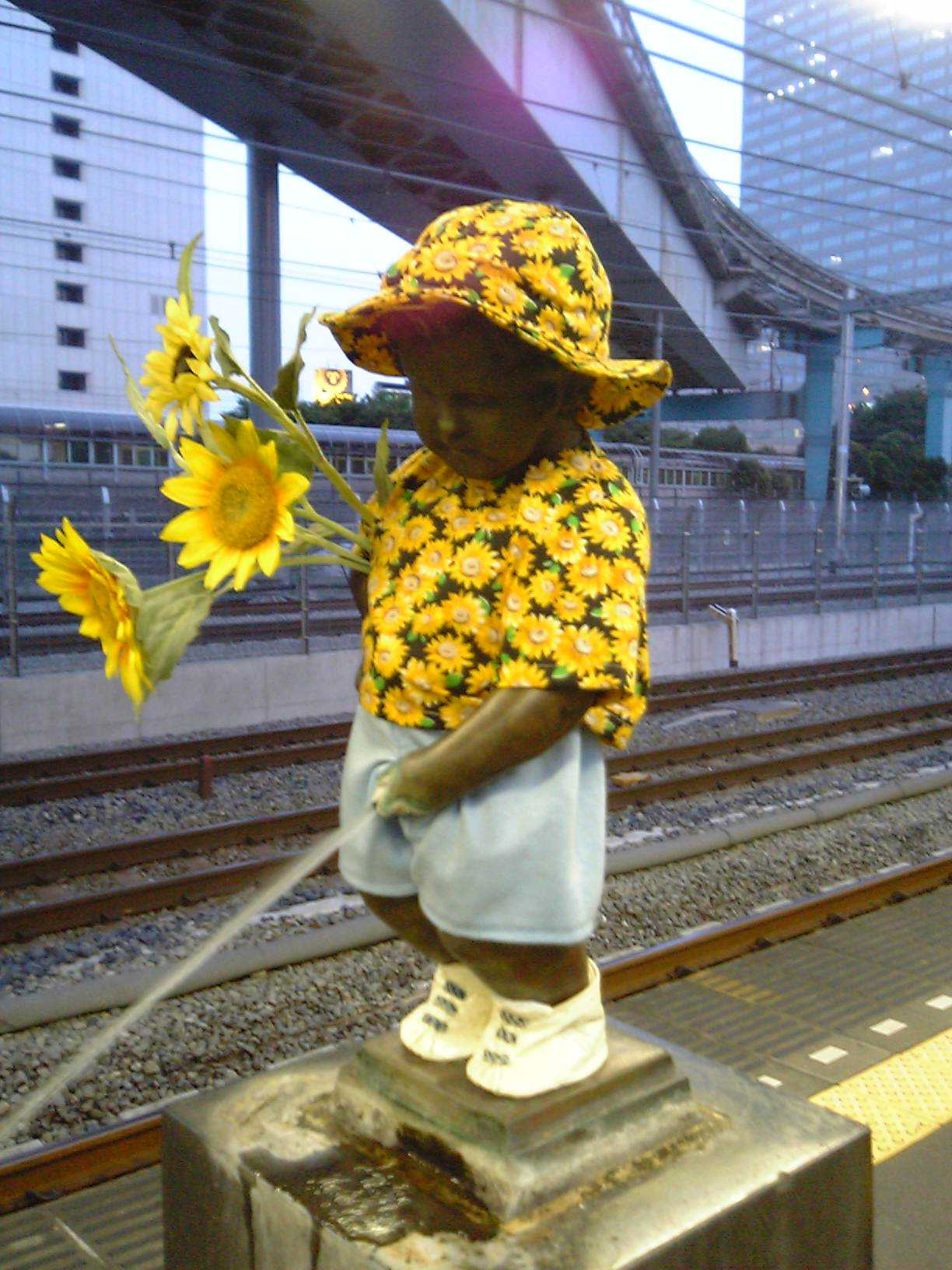
小便小僧（2005年7月）
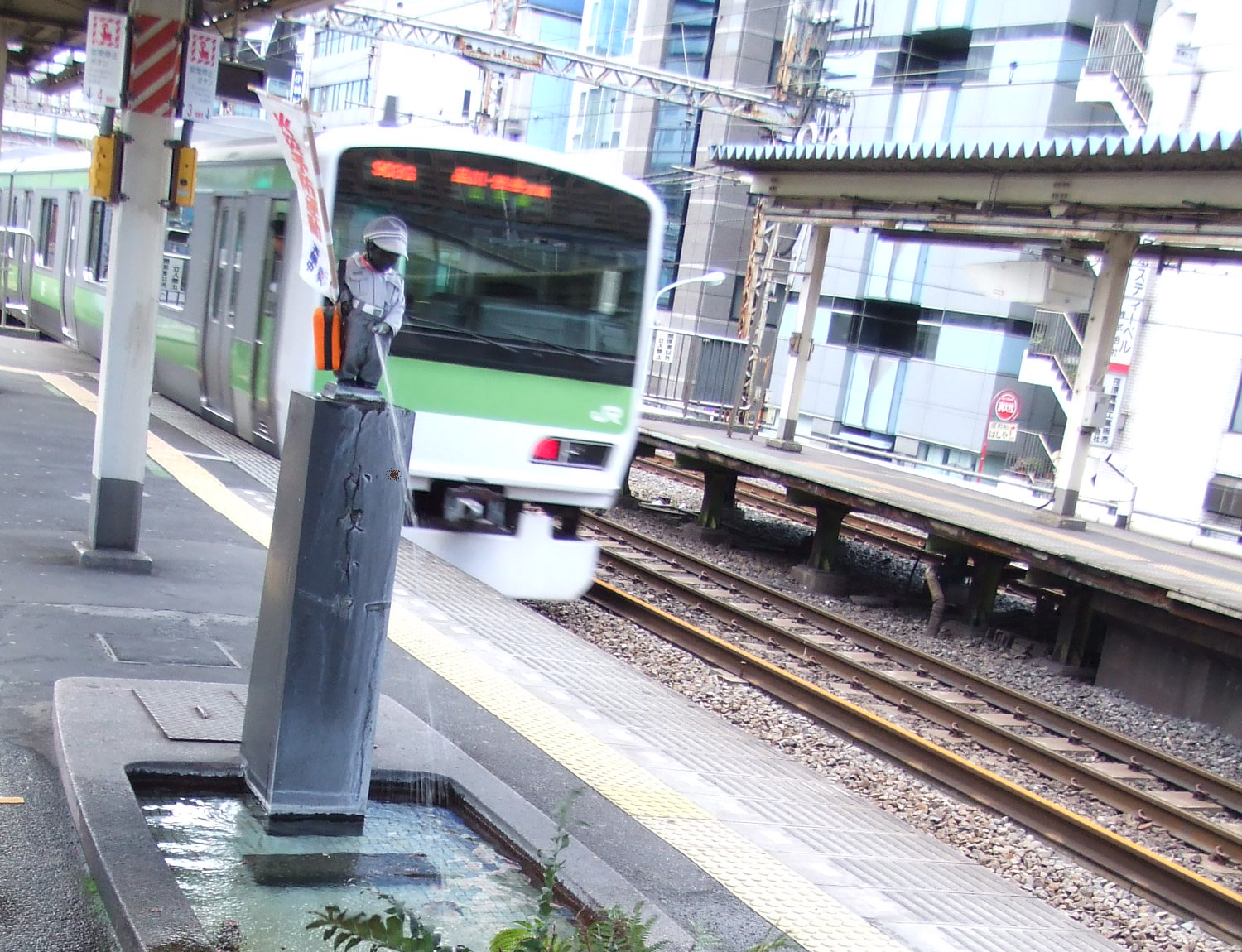
消防士の服を着た小便小僧（2006年11月）
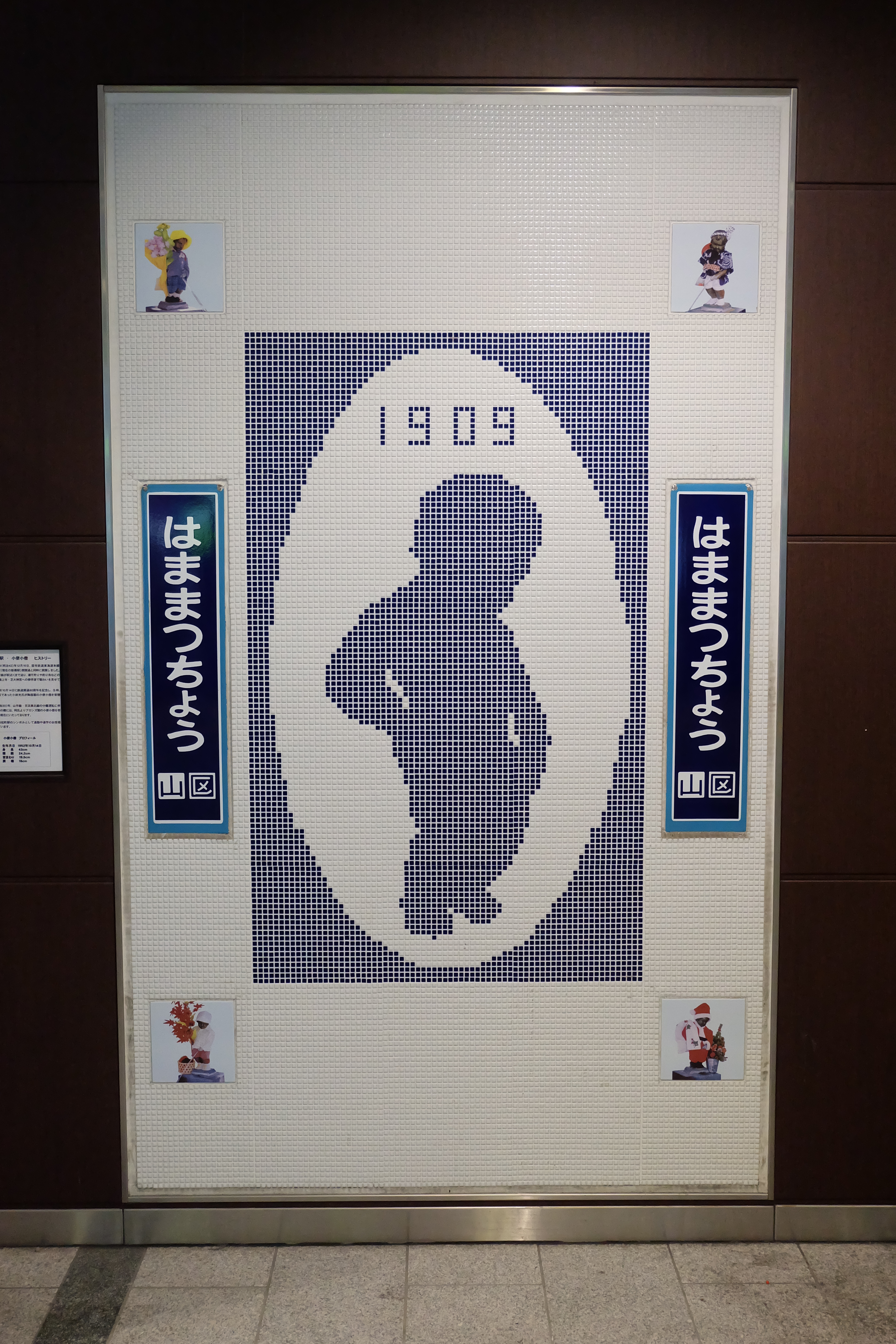
南口改札近くにある小便小僧のタイル画
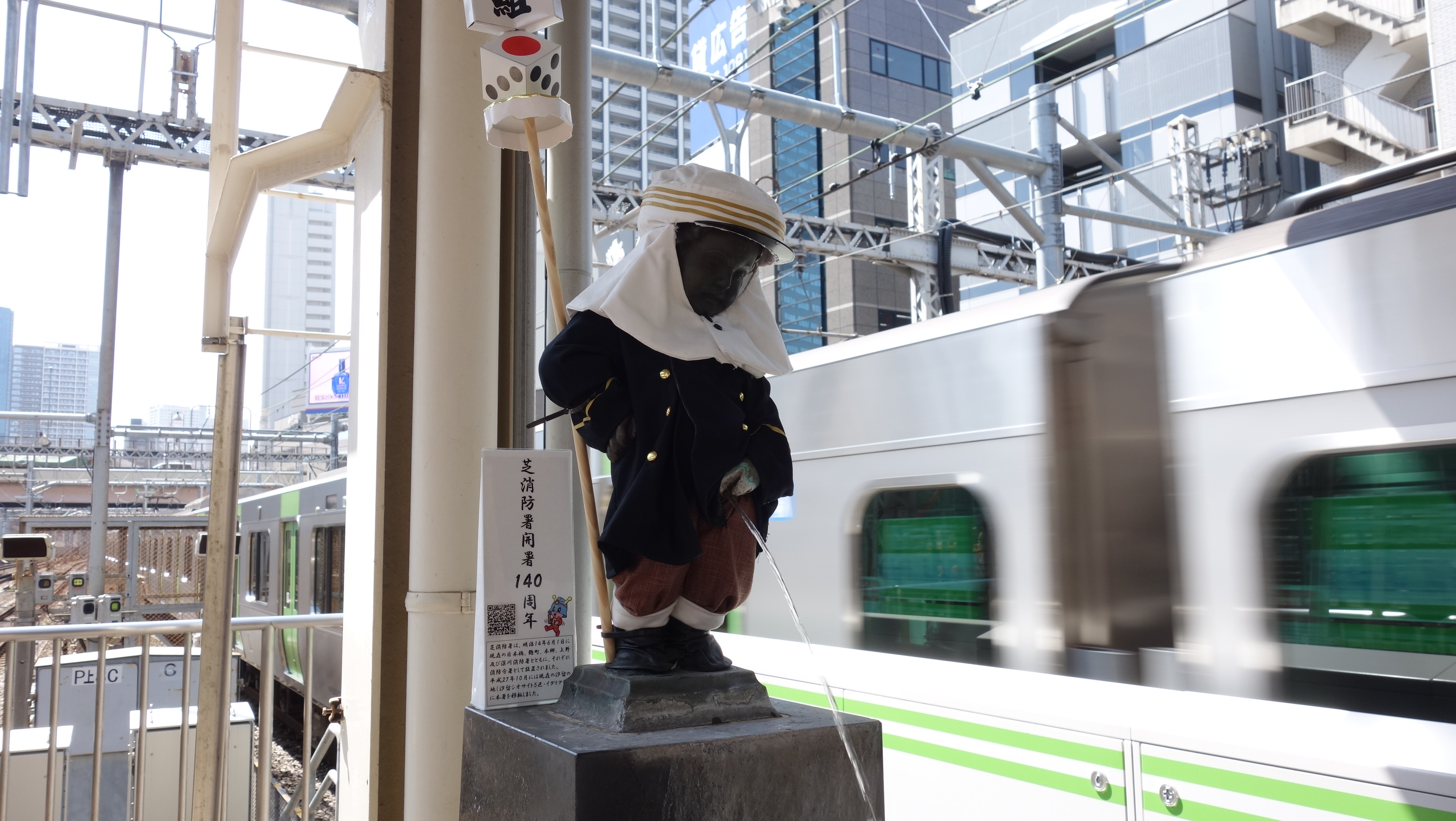
小便小僧（2021年3月）
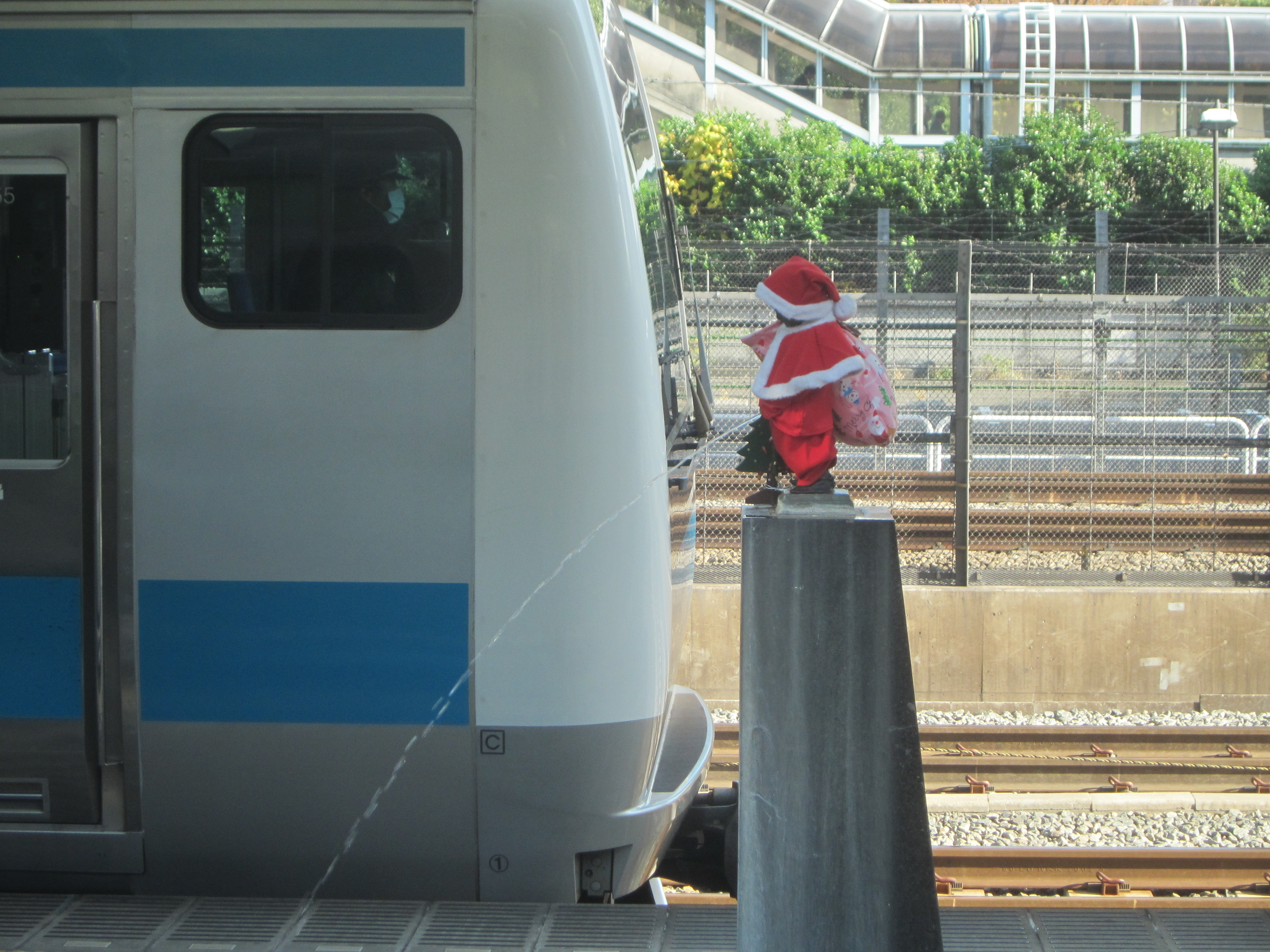
小便小僧クリスマス仕様
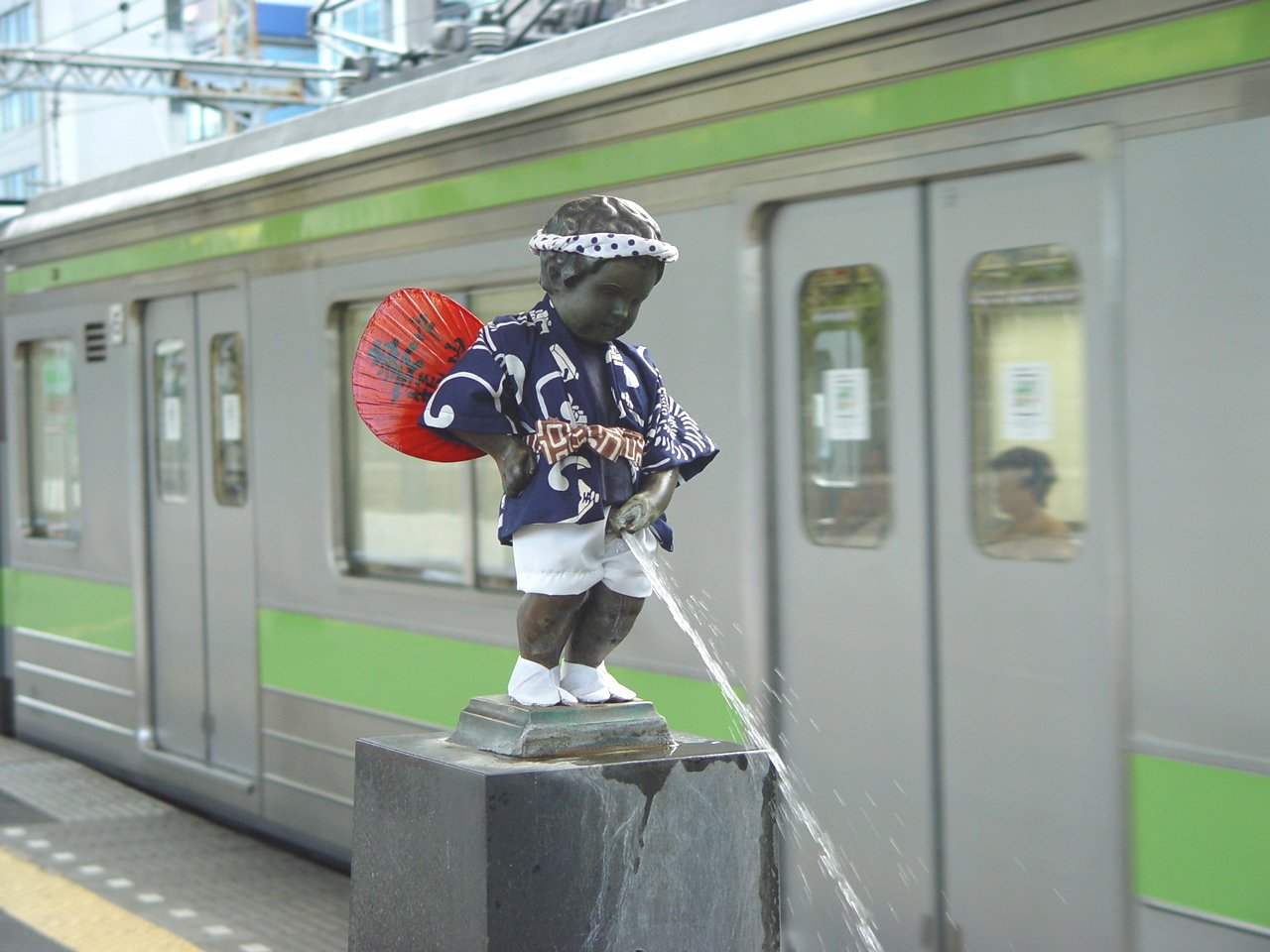
小便小僧

### 東京モノレール（モノレール浜松町駅）
東京モノレールのモノレール浜松町駅は世界貿易センタービルに隣接したモノレールビルに位置している。頭端式ホーム2面1線を有し、東側から乗車ホームと降車ホームに分かれている。乗車ホーム側の車止め付近に、温水洗浄便座を備えたトイレが整備されていたが、後述の駅改良工事に合わせ2024年（令和6年）夏に閉鎖された。
東京モノレールの駅の正式名称は「モノレール浜松町」であり、ホーム上の駅名標や列車内の液晶ディスプレイ表示でもそのように記載されているが、駅や列車内の自動放送、行先表示、発車標では単に「浜松町」とされるなど、案内により表記が混在している。
出入口は、開業時に設置された中央口と1990年代後半に天王洲アイル寄りに設置された南口の2か所である。中央改札口には定期券売り場が設置されている。
エレベーターは、降車ホーム - 中央改札口間、降車ホーム - 南改札口間、東京モノレール本社内（1階 - 3階間は乗客も利用可能）に加えて、中央改札口と1階を連絡するものも新設された。なお、降車ホーム - 中央改札口間はホームから改札までの一方通行であり、中央改札口に併設した出口専用の幅広型自動改札機につながっている。エスカレーターも多数設置されているが、JR東日本が東京モノレールを買収してからは3階とJRコンコースを結ぶものを2基新設したので、前述のエレベーターや京浜東北線の快速が停車するようになったことと合わせて、羽田空港からの乗客の移動をスムーズにしている。かつてはMCAT（モノレールシティエアターミナル）が設置されていたが、有人カウンターは2010年（平成22年）3月31日、自動チェックイン機は同年9月30日をもって営業を終了した。跡地には、中央改札口 - 乗車ホーム間のエレベーターとシティバンク銀行の出張所（2012年〈平成24年〉12月28日営業終了）が設置された。シティバンク銀行跡に、保険代理店のほけんの窓口が2013年（平成25年）6月7日に開業した。合わせて入口専用の幅広型自動改札機も設置された。
2009年（平成21年）6月に東京モノレールが国土交通省に提出した計画によれば、開業以来45年間軌道1本（単線）だった現在の世界貿易センタービル横にある駅施設をホーム2面・軌道2本（複線）に改良する予定である。JR線路の東側に移転することも検討されたが、コスト面などの理由で、現在の場所にある駅の拡張にとどまった。計画が検討された旧新幹線線路の移設で空いた敷地は、2009年（平成21年）時点では一部を有料駐車場や事業用車両の駐車場として利用されていたが、2013年（平成25年）4月の時点で、閉鎖され、新駅舎建築に向けボーリング調査が始まっている。東日本旅客鉄道（JR東日本）の定例会見で、浜松町駅西口周辺開発にあわせて、JRとモノレールを対象とする駅全体の改築を計画していることを明らかにした。モノレールの東京駅への延伸構想については、工期やコストなどの観点から、現時点での事業化は難しいとの考えを示した。都心と羽田空港のアクセス面では、東京モノレールと京急、リムジンバスなどで、利用者獲得競争が続いている。
駅ビルはモノレールビルと貿易センタービル別館から成る、鉄筋鉄骨コンクリート造の3階建て。モノレールビルは事実上プラットホームと改札があるのみで（ホームは5階扱い）、駅事務所は貿易センタービル別館側になる。モノレールビル南端（羽田空港方）の車両進入口は軌道がJR路線を跨線橋で乗り越え急カーブを描き入線するため、降車側ホーム建屋がわずかに屈曲しており、真上から見ると「ヘ」の字状になっている。貿易センタービル別館の外壁はアルミフレームのアルミパネル使用とガラス張りで、色調も貿易センタービル本館と揃えている。2階のオープンエントランスには一部加工石材も使用。3階が駅事務所になっており、2階と1階は商業施設の「モノレ浜松町」として飲食店・コンビニエンスストア（ファミリーマート）・ドラッグストア・銀行ATMや外貨両替が入居していたが、2021年（令和3年）3月31日をもって全て閉店となった（現在はコインロッカーと飲料自動販売機のみ営業）。2階と1階は構造上、貿易センタービル本棟と連結しており、夜間を除いて通り抜けができたが、6月30日をもって貿易センタービルが廃館閉鎖されたことにより通行止めとなった。2階の北側は吹き抜けのピロティ（オープンエントランス）となっており、本館のペデストリアンデッキと連動している。また、3階と行き来できる螺旋階段（業務用）が設置されている。一方、モノレールビルの屋根は昭和30年代に流行した米軍掩蔽舎を模した蒲鉾型屋根が連続している。1階のJR線路寄りは以前は南側（金杉橋方面）から一方通行の車道が通り抜けていたが、現在は廃道となり、資材搬入車両と工事車両の仮設駐車場になっている。
世界貿易センタービルの建て替えによる浜松町駅西側再開発計画に伴い、A街区モノレール棟として駅ビルが建て替えられる予定。

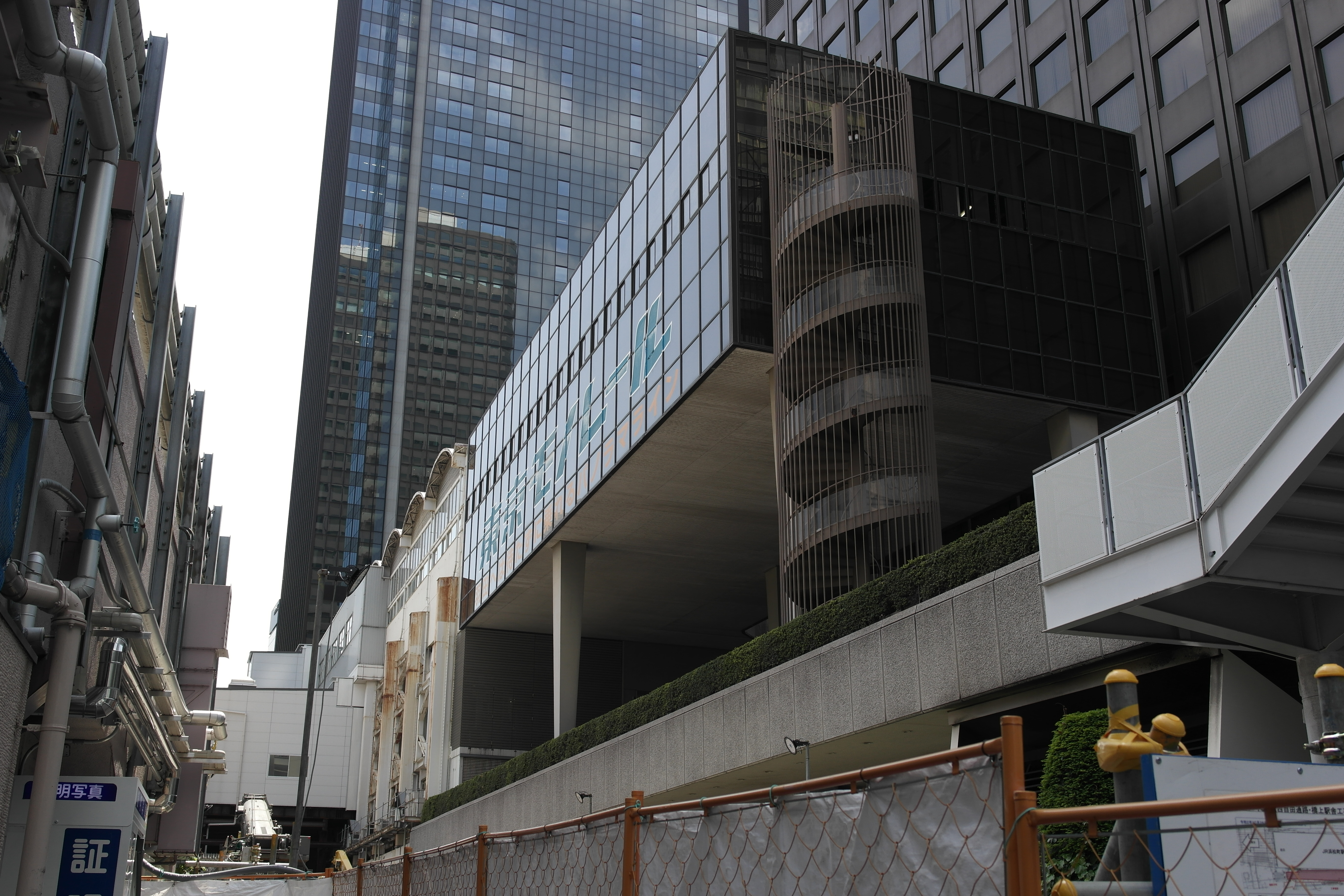
駅ビル:螺旋階段や吹き抜けピロティが確認できる（階段は2023年に撤去）
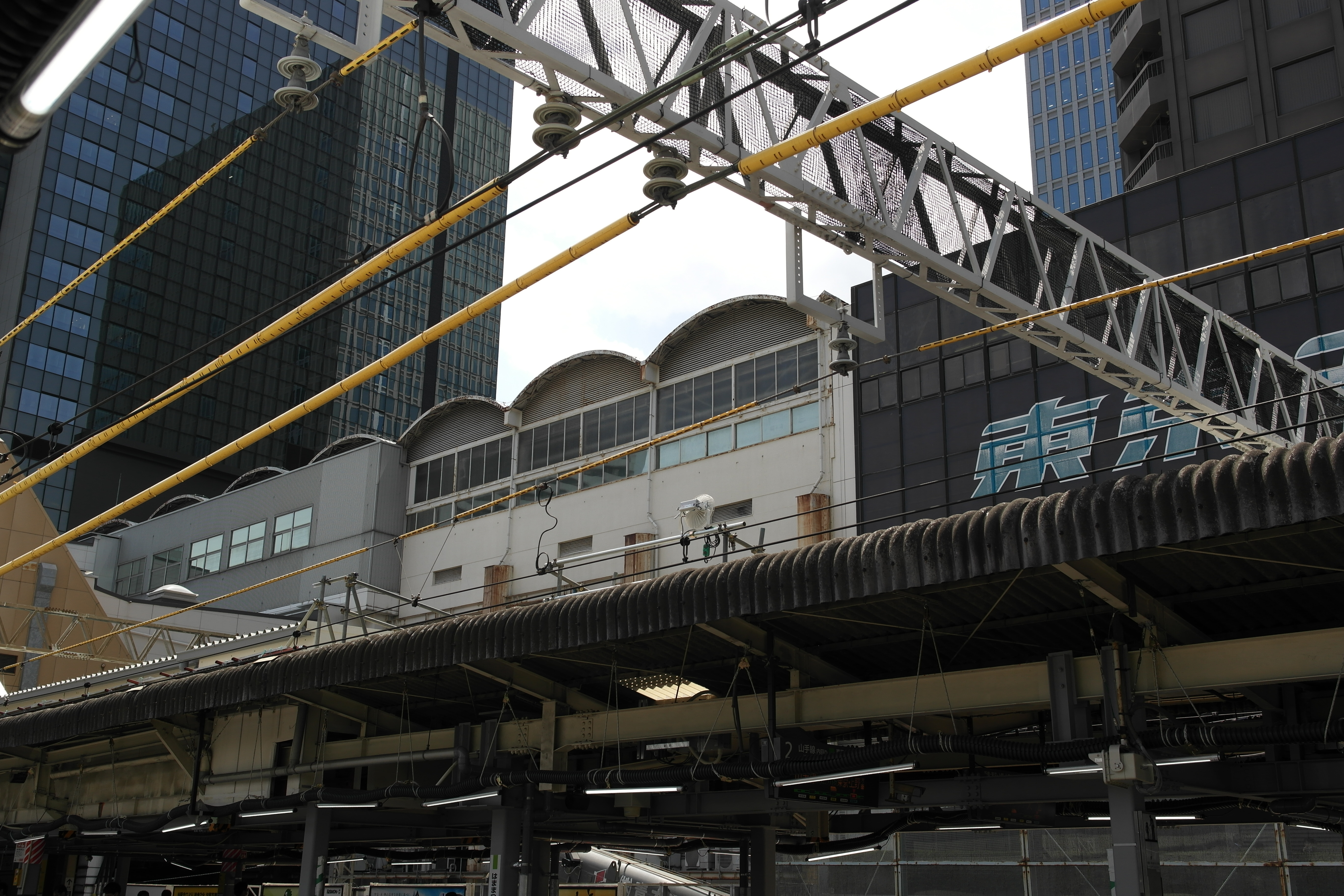
駅舎（モノレールビル）:半円形の屋根が波状に連続しているのが特徴
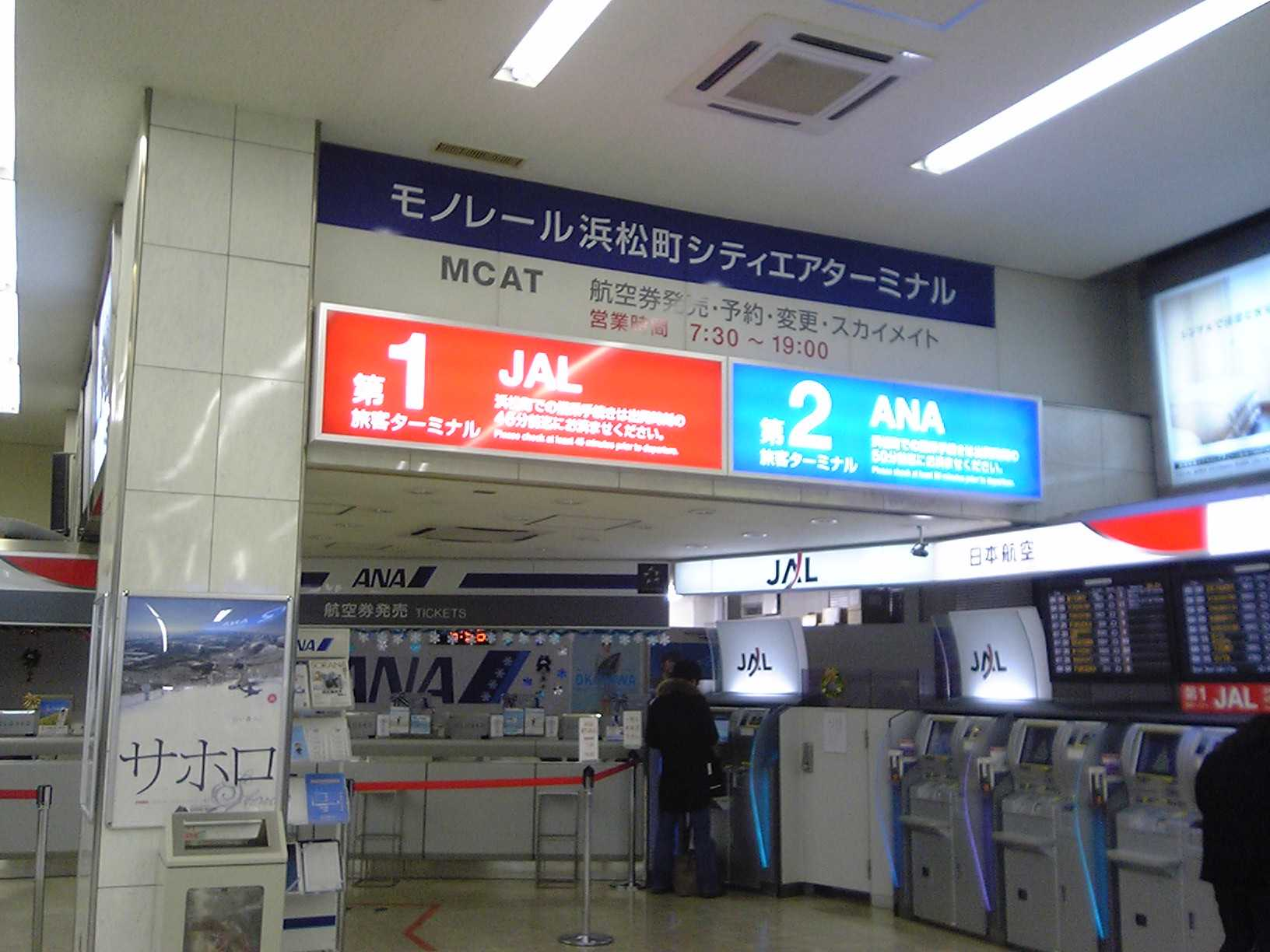
MCAT（2007年12月）
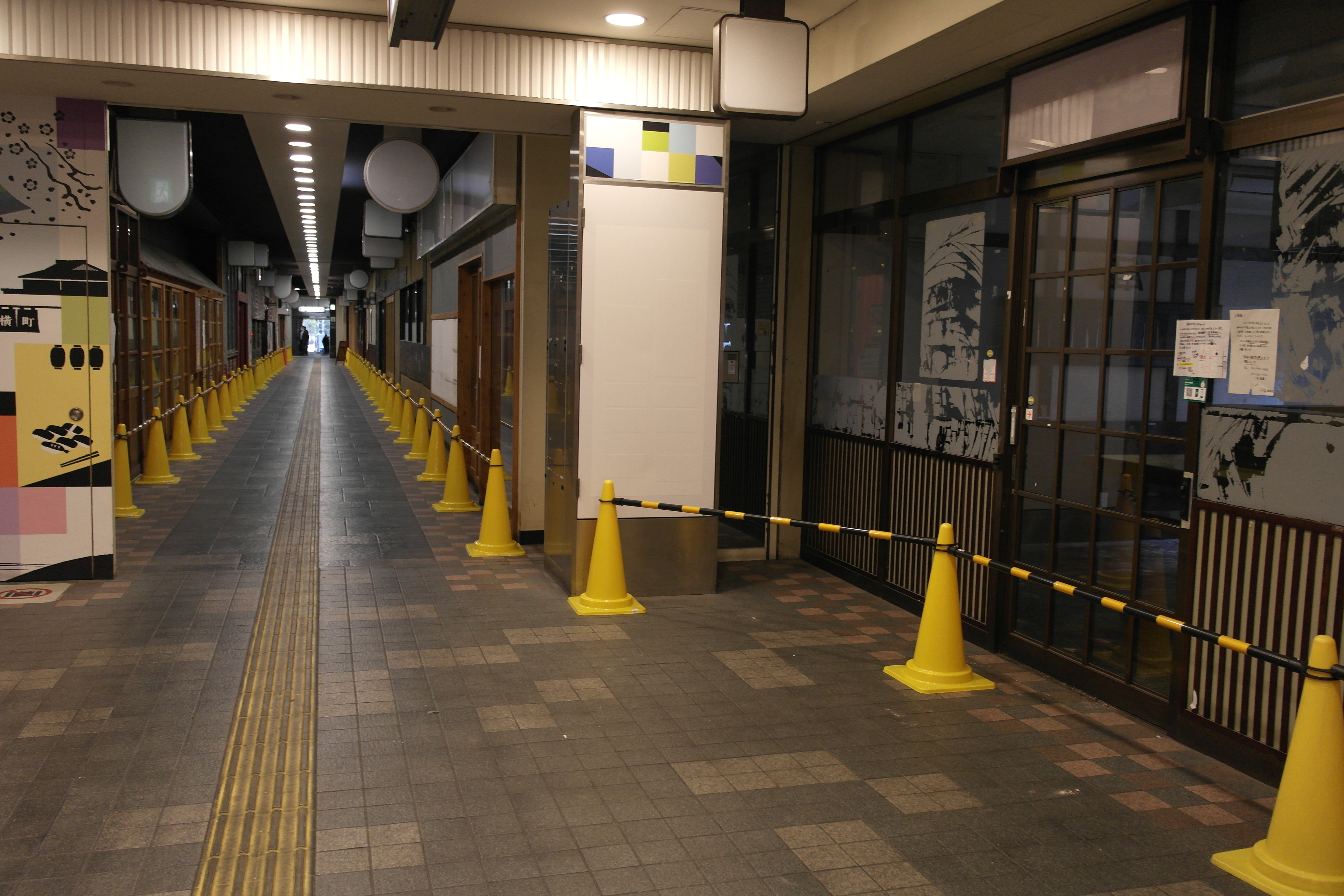
閉鎖された貿易センタービル別館のモノレ浜松町（2021年4月）
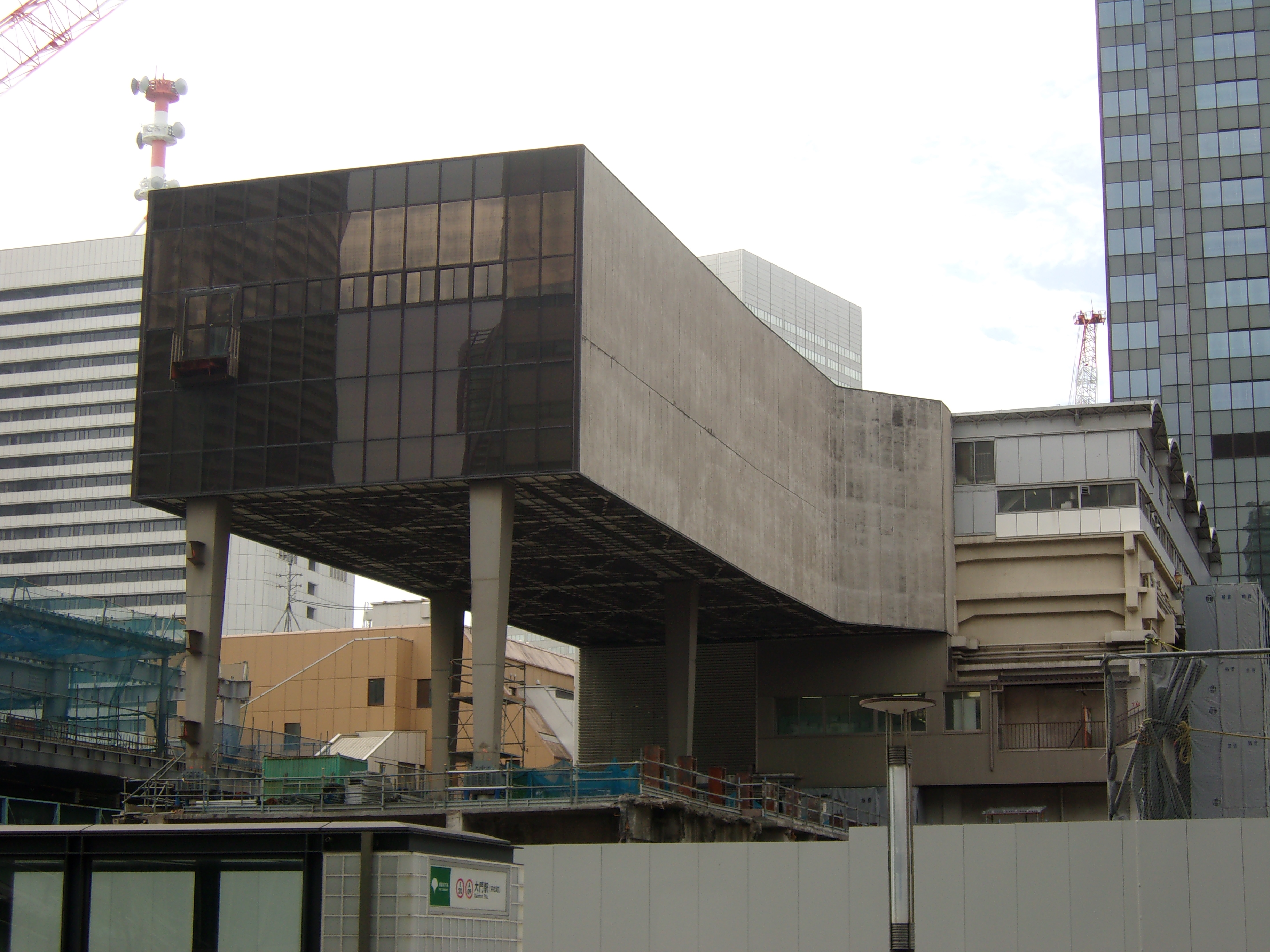
貿易センタービルが解体され隠れていた駅背面が露出（2023年4月）
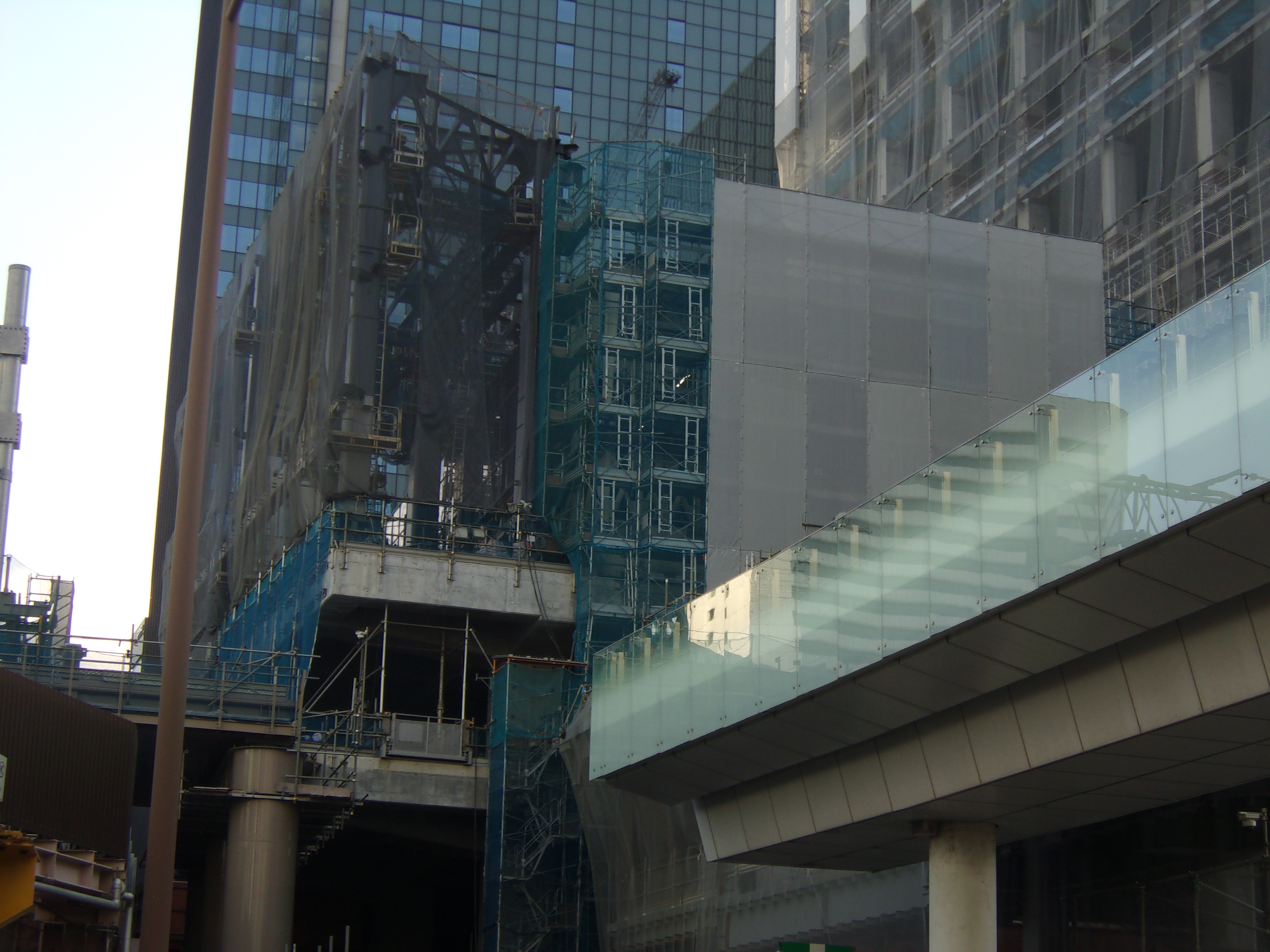
駅ビル改修と一部新築工事中（2025年4月）

#### のりば
| ホーム | 路線                     | 方向 | 行先                      |
| ------ | ------------------------ | ---- | ------------------------- |
| 東側   | 東京モノレール羽田空港線 | 下り | 羽田空港第2ターミナル方面 |
| 西側   | 東京モノレール羽田空港線 | 上り | 降車ホーム                |

- ホーム（2016年6月）

## 利用状況

### JR東日本
2023年度（令和5年度）の1日平均乗車人員は126,667人である。JR東日本の駅の中では、大崎駅に次いで第16位。
各年度の推移は以下のとおりである。

#### 1日平均乗車人員（1900年代 - 1930年代）
| 1日平均乗車人員推移（日本鉄道／国鉄） （1900年代 - 1930年代） | 1日平均乗車人員推移（日本鉄道／国鉄） （1900年代 - 1930年代） | 1日平均乗車人員推移（日本鉄道／国鉄） （1900年代 - 1930年代） |
| 年度                                                          | 乗車人員                                                      | 出典 （東京府）                                               |
| ------------------------------------------------------------- | ------------------------------------------------------------- | ------------------------------------------------------------- |
| 1909年（明治42年）                                            | 155                                                           | [ 府 1 ]                                                      |
| 1911年（明治44年）                                            | 422                                                           | [ 府 2 ]                                                      |
| 1912年（大正元年）                                            | 470                                                           | [ 府 3 ]                                                      |
| 1913年（大正02年）                                            | 487                                                           | [ 府 4 ]                                                      |
| 1914年（大正03年）                                            | 473                                                           | [ 府 5 ]                                                      |
| 1915年（大正04年）                                            | 515                                                           | [ 府 6 ]                                                      |
| 1916年（大正05年）                                            | 805                                                           | [ 府 7 ]                                                      |
| 1919年（大正08年）                                            | 1,521                                                         | [ 府 8 ]                                                      |
| 1920年（大正09年）                                            | 2,265                                                         | [ 府 9 ]                                                      |
| 1922年（大正11年）                                            | 3,615                                                         | [ 府 10 ]                                                     |
| 1923年（大正12年）                                            | 4,147                                                         | [ 府 11 ]                                                     |
| 1924年（大正13年）                                            | 4,941                                                         | [ 府 12 ]                                                     |
| 1925年（大正14年）                                            | 6,025                                                         | [ 府 13 ]                                                     |
| 1926年（昭和元年）                                            | 7,200                                                         | [ 府 14 ]                                                     |
| 1927年（昭和02年）                                            | 8,576                                                         | [ 府 15 ]                                                     |
| 1928年（昭和03年）                                            | 10,078                                                        | [ 府 16 ]                                                     |
| 1929年（昭和04年）                                            | 9,753                                                         | [ 府 17 ]                                                     |
| 1930年（昭和05年）                                            | 7,756                                                         | [ 府 18 ]                                                     |
| 1931年（昭和06年）                                            | 7,665                                                         | [ 府 19 ]                                                     |
| 1932年（昭和07年）                                            | 7,547                                                         | [ 府 20 ]                                                     |
| 1933年（昭和08年）                                            | 8,012                                                         | [ 府 21 ]                                                     |
| 1934年（昭和09年）                                            | 8,083                                                         | [ 府 22 ]                                                     |
| 1935年（昭和10年）                                            | 8,635                                                         | [ 府 23 ]                                                     |

#### 1日平均乗車人員（1953年 - 2000年）
| 1日平均乗車人員推移（国鉄／JR東日本） （1953年 - 2000年） | 1日平均乗車人員推移（国鉄／JR東日本） （1953年 - 2000年） | 1日平均乗車人員推移（国鉄／JR東日本） （1953年 - 2000年） | 1日平均乗車人員推移（国鉄／JR東日本） （1953年 - 2000年） | 1日平均乗車人員推移（国鉄／JR東日本） （1953年 - 2000年） |
| 年度                                                      | 乗車人員                                                  | 順位                                                      | 出典                                                      | 出典                                                      |
| 年度                                                      | 乗車人員                                                  | 順位                                                      | JR                                                        | 東京都                                                    |
| --------------------------------------------------------- | --------------------------------------------------------- | --------------------------------------------------------- | --------------------------------------------------------- | --------------------------------------------------------- |
| 1953年（昭和28年）                                        | 23,859                                                    |                                                           |                                                           | [ 都 1 ]                                                  |
| 1954年（昭和29年）                                        | 24,696                                                    |                                                           |                                                           | [ 都 2 ]                                                  |
| 1955年（昭和30年）                                        | 23,668                                                    |                                                           |                                                           | [ 都 3 ]                                                  |
| 1956年（昭和31年）                                        | 25,518                                                    |                                                           |                                                           | [ 都 4 ]                                                  |
| 1957年（昭和32年）                                        | 26,732                                                    |                                                           |                                                           | [ 都 5 ]                                                  |
| 1958年（昭和33年）                                        | 29,197                                                    |                                                           |                                                           | [ 都 6 ]                                                  |
| 1959年（昭和34年）                                        | 33,464                                                    |                                                           |                                                           | [ 都 7 ]                                                  |
| 1960年（昭和35年）                                        | 35,119                                                    |                                                           |                                                           | [ 都 8 ]                                                  |
| 1961年（昭和36年）                                        | 36,958                                                    |                                                           |                                                           | [ 都 9 ]                                                  |
| 1962年（昭和37年）                                        | 38,836                                                    |                                                           |                                                           | [ 都 10 ]                                                 |
| 1963年（昭和38年）                                        | 41,369                                                    |                                                           |                                                           | [ 都 11 ]                                                 |
| 1964年（昭和39年）                                        | 46,219                                                    |                                                           |                                                           | [ 都 12 ]                                                 |
| 1965年（昭和40年）                                        | 46,769                                                    |                                                           |                                                           | [ 都 13 ]                                                 |
| 1966年（昭和41年）                                        | 45,686                                                    |                                                           |                                                           | [ 都 14 ]                                                 |
| 1967年（昭和42年）                                        | 45,795                                                    |                                                           |                                                           | [ 都 15 ]                                                 |
| 1968年（昭和43年）                                        | 47,554                                                    |                                                           |                                                           | [ 都 16 ]                                                 |
| 1969年（昭和44年）                                        | 47,170                                                    |                                                           |                                                           | [ 都 17 ]                                                 |
| 1970年（昭和45年）                                        | 54,022                                                    |                                                           |                                                           | [ 都 18 ]                                                 |
| 1971年（昭和46年）                                        | 58,161                                                    |                                                           |                                                           | [ 都 19 ]                                                 |
| 1972年（昭和47年）                                        | 60,723                                                    |                                                           |                                                           | [ 都 20 ]                                                 |
| 1973年（昭和48年）                                        | 63,222                                                    |                                                           |                                                           | [ 都 21 ]                                                 |
| 1974年（昭和49年）                                        | 66,611                                                    |                                                           |                                                           | [ 都 22 ]                                                 |
| 1975年（昭和50年）                                        | 65,997                                                    |                                                           |                                                           | [ 都 23 ]                                                 |
| 1976年（昭和51年）                                        | 67,290                                                    |                                                           |                                                           | [ 都 24 ]                                                 |
| 1977年（昭和52年）                                        | 67,819                                                    |                                                           |                                                           | [ 都 25 ]                                                 |
| 1978年（昭和53年）                                        | 67,216                                                    |                                                           |                                                           | [ 都 26 ]                                                 |
| 1979年（昭和54年）                                        | 69,317                                                    |                                                           |                                                           | [ 都 27 ]                                                 |
| 1980年（昭和55年）                                        | 69,044                                                    |                                                           |                                                           | [ 都 28 ]                                                 |
| 1981年（昭和56年）                                        | 72,126                                                    |                                                           |                                                           | [ 都 29 ]                                                 |
| 1982年（昭和57年）                                        | 75,658                                                    |                                                           |                                                           | [ 都 30 ]                                                 |
| 1983年（昭和58年）                                        | 79,057                                                    |                                                           |                                                           | [ 都 31 ]                                                 |
| 1984年（昭和59年）                                        | 104,707                                                   |                                                           |                                                           | [ 都 32 ]                                                 |
| 1985年（昭和60年）                                        | 107,466                                                   |                                                           |                                                           | [ 都 33 ]                                                 |
| 1986年（昭和61年）                                        | 109,315                                                   |                                                           |                                                           | [ 都 34 ]                                                 |
| 1987年（昭和62年）                                        | 115,899                                                   |                                                           |                                                           | [ 都 35 ]                                                 |
| 1988年（昭和63年）                                        | 122,548                                                   |                                                           |                                                           | [ 都 36 ]                                                 |
| 1989年（平成元年）                                        | 128,912                                                   |                                                           |                                                           | [ 都 37 ]                                                 |
| 1990年（平成02年）                                        | 139,241                                                   |                                                           |                                                           | [ 都 38 ]                                                 |
| 1991年（平成03年）                                        | 151,224                                                   |                                                           |                                                           | [ 都 39 ]                                                 |
| 1992年（平成04年）                                        | 157,690                                                   |                                                           |                                                           | [ 都 40 ]                                                 |
| 1993年（平成05年）                                        | 159,153                                                   |                                                           |                                                           | [ 都 41 ]                                                 |
| 1994年（平成06年）                                        | 156,682                                                   |                                                           |                                                           | [ 都 42 ]                                                 |
| 1995年（平成07年）                                        | 158,967                                                   |                                                           |                                                           | [ 都 43 ]                                                 |
| 1996年（平成08年）                                        | 162,778                                                   |                                                           |                                                           | [ 都 44 ]                                                 |
| 1997年（平成09年）                                        | 163,890                                                   |                                                           |                                                           | [ 都 45 ]                                                 |
| 1998年（平成10年）                                        | 161,953                                                   |                                                           |                                                           | [ 都 46 ]                                                 |
| 1999年（平成11年）                                        | 156,886                                                   | 15位                                                      | [ JR 2 ]                                                  | [ 都 47 ]                                                 |
| 2000年（平成12年）                                        | 152,620                                                   | 15位                                                      | [ JR 3 ]                                                  | [ 都 48 ]                                                 |

#### 1日平均乗車人員（2001年以降）
| 1日平均乗車人員推移（JR東日本）（2001年以降） | 1日平均乗車人員推移（JR東日本）（2001年以降） | 1日平均乗車人員推移（JR東日本）（2001年以降） | 1日平均乗車人員推移（JR東日本）（2001年以降） | 1日平均乗車人員推移（JR東日本）（2001年以降） | 1日平均乗車人員推移（JR東日本）（2001年以降） | 1日平均乗車人員推移（JR東日本）（2001年以降） | 1日平均乗車人員推移（JR東日本）（2001年以降） | 1日平均乗車人員推移（JR東日本）（2001年以降） |
| 年度                                          | 定期外                                        | 定期                                          | 合計                                          | 前年度比                                      | 順位                                          | 出典                                          | 出典                                          | 出典                                          |
| 年度                                          | 定期外                                        | 定期                                          | 合計                                          | 前年度比                                      | 順位                                          | JR                                            | 東京都                                        | 港区                                          |
| --------------------------------------------- | --------------------------------------------- | --------------------------------------------- | --------------------------------------------- | --------------------------------------------- | --------------------------------------------- | --------------------------------------------- | --------------------------------------------- | --------------------------------------------- |
| 2001年（平成13年）                            |                                               |                                               | 149,246                                       |                                               | 14位                                          | [ JR 4 ]                                      | [ 都 49 ]                                     |                                               |
| 2002年（平成14年）                            |                                               |                                               | 148,144                                       |                                               | 15位                                          | [ JR 5 ]                                      | [ 都 50 ]                                     |                                               |
| 2003年（平成15年）                            |                                               |                                               | 142,956                                       |                                               | 17位                                          | [ JR 6 ]                                      | [ 都 51 ]                                     |                                               |
| 2004年（平成16年）                            |                                               |                                               | 141,430                                       |                                               | 18位                                          | [ JR 7 ]                                      | [ 都 52 ]                                     |                                               |
| 2005年（平成17年）                            |                                               |                                               | 144,085                                       |                                               | 16位                                          | [ JR 8 ]                                      | [ 都 53 ]                                     |                                               |
| 2006年（平成18年）                            |                                               |                                               | 147,355                                       |                                               | 16位                                          | [ JR 9 ]                                      | [ 都 54 ]                                     |                                               |
| 2007年（平成19年）                            |                                               |                                               | 153,496                                       |                                               | 17位                                          | [ JR 10 ]                                     | [ 都 55 ]                                     |                                               |
| 2008年（平成20年）                            |                                               |                                               | 158,700                                       |                                               | 15位                                          | [ JR 11 ]                                     | [ 都 56 ]                                     |                                               |
| 2009年（平成21年）                            |                                               |                                               | 155,145                                       |                                               | 16位                                          | [ JR 12 ]                                     | [ 都 57 ]                                     |                                               |
| 2010年（平成22年）                            |                                               |                                               | 153,594                                       |                                               | 16位                                          | [ JR 13 ]                                     | [ 都 58 ]                                     |                                               |
| 2011年（平成23年）                            |                                               |                                               | 151,480                                       |                                               | 16位                                          | [ JR 14 ]                                     | [ 都 59 ]                                     |                                               |
| 2012年（平成24年）                            | 60,699                                        | 92,404                                        | 153,104                                       |                                               | 16位                                          | [ JR 15 ]                                     | [ 都 60 ]                                     |                                               |
| 2013年（平成25年）                            | 60,939                                        | 94,844                                        | 155,784                                       |                                               | 16位                                          | [ JR 16 ]                                     | [ 都 61 ]                                     |                                               |
| 2014年（平成26年）                            | 60,427                                        | 92,482                                        | 152,910                                       |                                               | 16位                                          | [ JR 17 ]                                     | [ 都 62 ]                                     |                                               |
| 2015年（平成27年）                            | 59,718                                        | 95,615                                        | 155,334                                       |                                               | 16位                                          | [ JR 18 ]                                     | [ 都 63 ]                                     |                                               |
| 2016年（平成28年）                            | 59,420                                        | 95,873                                        | 155,294                                       | 0.0%                                          | 17位                                          | [ JR 19 ]                                     | [ 都 64 ]                                     |                                               |
| 2017年（平成29年）                            | 59,878                                        | 98,489                                        | 158,368                                       | 2.0%                                          | 17位                                          | [ JR 20 ]                                     | [ 都 65 ]                                     |                                               |
| 2018年（平成30年）                            | 60,389                                        | 101,753                                       | 162,143                                       | 2.4%                                          | 17位                                          | [ JR 21 ]                                     | [ 都 66 ]                                     |                                               |
| 2019年（令和元年）                            | 58,216                                        | 105,427                                       | 163,644                                       | 0.9%                                          | 17位                                          | [ JR 22 ]                                     | [ 都 67 ]                                     |                                               |
| 2020年（令和02年）                            | 27,614                                        | 75,049                                        | 102,663                                       | −37.3%                                        | 22位                                          | [ JR 23 ]                                     | [ 都 68 ]                                     | [ 港 1 ]                                      |
| 2021年（令和03年）                            | 34,192                                        | 62,741                                        | 96,933                                        | −5.6%                                         | 25位                                          | [ JR 24 ]                                     | [ 都 69 ]                                     | [ 港 1 ]                                      |
| 2022年（令和04年）                            | 46,206                                        | 66,661                                        | 112,867                                       | 16.4%                                         | 22位                                          | [ JR 25 ]                                     | [ 都 70 ]                                     | [ 港 1 ]                                      |
| 2023年（令和05年）                            | 53,917                                        | 72,749                                        | 126,667                                       | 112.2%                                        | 16位                                          | [ JR 1 ]                                      |                                               |                                               |

備考
1. ↑  1909年（明治42年）12月16日に開業。開業日から1910年（明治43年）3月31日までの計106日間を集計したデータ。

### 東京モノレール
2024年度（令和6年度）の1日平均乗降人員は94,319人である。東京モノレールの駅の中では第1位。
開業後以降の推移は以下のとおりである。

#### 1日平均乗車人員（1964年 - 2000年）
| 1日平均乗車人員推移（東京モノレール） （1964年 - 2000年） | 1日平均乗車人員推移（東京モノレール） （1964年 - 2000年） | 1日平均乗車人員推移（東京モノレール） （1964年 - 2000年） |
| 年度                                                      | 乗車人員                                                  | 出典 （東京都）                                           |
| --------------------------------------------------------- | --------------------------------------------------------- | --------------------------------------------------------- |
| 1964年（昭和39年）                                        | 6,462                                                     | [ 都 12 ]                                                 |
| 1965年（昭和40年）                                        | 3,845                                                     | [ 都 71 ]                                                 |
| 1966年（昭和41年）                                        | 4,558                                                     | [ 都 14 ]                                                 |
| 1967年（昭和42年）                                        | 8,749                                                     | [ 都 72 ]                                                 |
| 1968年（昭和43年）                                        | 11,194                                                    | [ 都 73 ]                                                 |
| 1969年（昭和44年）                                        |                                                           | [ 都 17 ]                                                 |
| 1970年（昭和45年）                                        | 20,838                                                    | [ 都 18 ]                                                 |
| 1971年（昭和46年）                                        | 23,680                                                    | [ 都 19 ]                                                 |
| 1972年（昭和47年）                                        | 27,778                                                    | [ 都 74 ]                                                 |
| 1973年（昭和48年）                                        | 32,438                                                    | [ 都 21 ]                                                 |
| 1974年（昭和49年）                                        | 35,370                                                    | [ 都 75 ]                                                 |
| 1975年（昭和50年）                                        | 36,473                                                    | [ 都 23 ]                                                 |
| 1976年（昭和51年）                                        | 39,132                                                    | [ 都 76 ]                                                 |
| 1977年（昭和52年）                                        | 41,877                                                    | [ 都 25 ]                                                 |
| 1978年（昭和53年）                                        | 34,745                                                    | [ 都 26 ]                                                 |
| 1979年（昭和54年）                                        | 35,142                                                    | [ 都 27 ]                                                 |
| 1980年（昭和55年）                                        | 35,458                                                    | [ 都 28 ]                                                 |
| 1981年（昭和56年）                                        | 37,490                                                    | [ 都 29 ]                                                 |
| 1982年（昭和57年）                                        | 37,992                                                    | [ 都 30 ]                                                 |
| 1983年（昭和58年）                                        | 38,913                                                    | [ 都 31 ]                                                 |
| 1984年（昭和59年）                                        | 43,310                                                    | [ 都 32 ]                                                 |
| 1985年（昭和60年）                                        | 44,671                                                    | [ 都 33 ]                                                 |
| 1986年（昭和61年）                                        | 47,238                                                    | [ 都 34 ]                                                 |
| 1987年（昭和62年）                                        | 49,257                                                    | [ 都 35 ]                                                 |
| 1988年（昭和63年）                                        | 52,438                                                    | [ 都 36 ]                                                 |
| 1989年（平成元年）                                        | 58,167                                                    | [ 都 37 ]                                                 |
| 1990年（平成02年）                                        | 62,627                                                    | [ 都 38 ]                                                 |
| 1991年（平成03年）                                        | 66,227                                                    | [ 都 39 ]                                                 |
| 1992年（平成04年）                                        | 71,129                                                    | [ 都 40 ]                                                 |
| 1993年（平成05年）                                        | 73,866                                                    | [ 都 41 ]                                                 |
| 1994年（平成06年）                                        | 73,688                                                    | [ 都 42 ]                                                 |
| 1995年（平成07年）                                        | 73,481                                                    | [ 都 43 ]                                                 |
| 1996年（平成08年）                                        | 76,685                                                    | [ 都 44 ]                                                 |
| 1997年（平成09年）                                        | 76,685                                                    | [ 都 77 ]                                                 |
| 1998年（平成10年）                                        | 76,767                                                    | [ 都 46 ]                                                 |
| 1999年（平成11年）                                        | 69,989                                                    | [ 都 47 ]                                                 |
| 2000年（平成12年）                                        | 66,959                                                    | [ 都 78 ]                                                 |

#### 1日平均乗車人員・乗降人員（2001年以降）
| 1日平均乗車人員・乗降人員推移（東京モノレール）（2001年以降） | 1日平均乗車人員・乗降人員推移（東京モノレール）（2001年以降） | 1日平均乗車人員・乗降人員推移（東京モノレール）（2001年以降） | 1日平均乗車人員・乗降人員推移（東京モノレール）（2001年以降） | 1日平均乗車人員・乗降人員推移（東京モノレール）（2001年以降） | 1日平均乗車人員・乗降人員推移（東京モノレール）（2001年以降） | 1日平均乗車人員・乗降人員推移（東京モノレール）（2001年以降） |
| 年度                                                          | 乗車人員                                                      | 降車人員                                                      | 乗降人員 （合計）                                             | 出典                                                          | 出典                                                          | 出典                                                          |
| 年度                                                          | 乗車人員                                                      | 降車人員                                                      | 乗降人員 （合計）                                             | モノレール                                                    | 東京都                                                        | 港区                                                          |
| ------------------------------------------------------------- | ------------------------------------------------------------- | ------------------------------------------------------------- | ------------------------------------------------------------- | ------------------------------------------------------------- | ------------------------------------------------------------- | ------------------------------------------------------------- |
| 2001年（平成13年）                                            | 64,419                                                        | 59,104                                                        | 123,523                                                       |                                                               | [ 都 79 ]                                                     |                                                               |
| 2002年（平成14年）                                            | 62,426                                                        | 57,527                                                        | 119,953                                                       |                                                               | [ 都 80 ]                                                     |                                                               |
| 2003年（平成15年）                                            | 58,786                                                        | 54,230                                                        | 113,016                                                       |                                                               | [ 都 81 ]                                                     |                                                               |
| 2004年（平成16年）                                            | 58,745                                                        | 55,142                                                        | 113,887                                                       |                                                               | [ 都 82 ]                                                     |                                                               |
| 2005年（平成17年）                                            | 57,200                                                        | 52,879                                                        | 111,079                                                       | [ モ 2 ]                                                      | [ 都 83 ]                                                     |                                                               |
| 2006年（平成18年）                                            | 58,126                                                        | 55,133                                                        | 113,259                                                       | [ モ 2 ]                                                      | [ 都 84 ]                                                     |                                                               |
| 2007年（平成19年）                                            | 59,697                                                        | 56,839                                                        | 116,536                                                       | [ モ 2 ]                                                      | [ 都 85 ]                                                     |                                                               |
| 2008年（平成20年）                                            | 58,060                                                        | 55,621                                                        | 113,681                                                       | [ モ 2 ]                                                      | [ 都 86 ]                                                     |                                                               |
| 2009年（平成21年）                                            | 55,367                                                        | 53,731                                                        | 109,098                                                       | [ モ 2 ]                                                      | [ 都 87 ]                                                     |                                                               |
| 2010年（平成22年）                                            | 55,348                                                        | 53,570                                                        | 108,918                                                       | [ モ 2 ]                                                      | [ 都 88 ]                                                     |                                                               |
| 2011年（平成23年）                                            | 53,358                                                        | 51,768                                                        | 105,126                                                       | [ モ 3 ]                                                      | [ 都 89 ]                                                     |                                                               |
| 2012年（平成24年）                                            | 54,715                                                        | 53,277                                                        | 107,992                                                       | [ モ 4 ]                                                      | [ 都 90 ]                                                     |                                                               |
| 2013年（平成25年）                                            | 54,436                                                        | 53,644                                                        | 108,080                                                       | [ モ 5 ]                                                      | [ 都 91 ]                                                     |                                                               |
| 2014年（平成26年）                                            | 53,997                                                        | 53,383                                                        | 107,380                                                       | [ モ 6 ]                                                      | [ 都 92 ]                                                     |                                                               |
| 2015年（平成27年）                                            | 53,538                                                        | 53,842                                                        | 107,380                                                       | [ モ 7 ]                                                      | [ 都 93 ]                                                     |                                                               |
| 2016年（平成28年）                                            | 54,351                                                        | 54,063                                                        | 108,414                                                       | [ モ 8 ]                                                      | [ 都 94 ]                                                     |                                                               |
| 2017年（平成29年）                                            | 57,510                                                        | 57,429                                                        | 114,939                                                       | [ モ 9 ]                                                      | [ 都 95 ]                                                     |                                                               |
| 2018年（平成30年）                                            | 58,173                                                        | 59,641                                                        | 117,814                                                       | [ モ 10 ]                                                     | [ 都 96 ]                                                     |                                                               |
| 2019年（令和元年）                                            | 58,740                                                        | 58,630                                                        | 117,370                                                       | [ モ 11 ]                                                     | [ 都 97 ]                                                     |                                                               |
| 2020年（令和02年）                                            | 27,345                                                        | 27,073                                                        | 54,418                                                        | [ モ 12 ]                                                     | [ 都 98 ]                                                     | [ 港 1 ]                                                      |
| 2021年（令和03年）                                            | 28,945                                                        | 28,167                                                        | 57,112                                                        | [ モ 13 ]                                                     | [ 都 99 ]                                                     | [ 港 1 ]                                                      |
| 2022年（令和04年）                                            | 38,307                                                        | 37,339                                                        | 75,646                                                        | [ モ 14 ]                                                     | [ 都 100 ]                                                    | [ 港 1 ]                                                      |
| 2023年（令和05年）                                            |                                                               |                                                               | 90,384                                                        | [ モ 15 ]                                                     |                                                               |                                                               |
| 2024年（令和06年）                                            |                                                               |                                                               | 94,319                                                        | [ モ 1 ]                                                      |                                                               |                                                               |

備考
1. ↑  1964年（昭和39年）9月17日に開業。開業日から1965年（昭和40年）3月31日までの計196日間を集計したデータ。

## 駅周辺
周辺は大企業から中小企業のオフィスが建ち並ぶ都内有数のオフィス街である。駅に隣接して西側に世界貿易センタービル、東側には旧芝離宮恩賜庭園がある。北口は汐留シオサイトの南の玄関口で、大型のオフィスビル、汐留芝離宮ビルディング、汐留ビルディングの完成により、乗降客が増加している。
東京都交通局（都営地下鉄）の大門駅が近く、副名称が「浜松町」となっている。
また、伊豆諸島や小笠原諸島へ向かう定期船の出港地である竹芝桟橋、水上バスや海上バスの出港地である日の出桟橋や、東京タワー、芝公園、増上寺、港区役所まで徒歩でアクセスすることが可能である。
- 世界貿易センタービルディング南館
- 日本生命浜松町クレアタワー
  - 日本生命保険
  - 資生堂ジャパン
  - アイリスオーヤマ東京本部
  - シノケングループ東京本社
  - 朝日放送グループホールディングス東京オフィス
    - 朝日放送テレビ東京オフィス
    - 朝日放送ラジオ東京支社
    - スカイA東京支社
    - ABCフロンティア
    - エー・ビー・シー開発東京支社

  - オリックス不動産事業本部・グループ各社
    - オリックス不動産
    - オリックス・クレジット

  - 東京ガスデジタルイノベーション戦略部・グループ各社
    - 東京ガスiネット

  - 三井住友銀行 浜松町支店
- 港浜松町郵便局
- 芝公園郵便局
- 芝大神宮
- 東京ガス 本社
- 浜松町ビルディング
  - 東芝 本社
  - コスモ石油 本社
  - 東芝ビル内郵便局
- シーバンス
  - シーバンスN館内郵便局
  - UBE
  - シャープ東京支社
- 文化放送メディアプラス
  - 文化放送
- 浜松町スクエア
- 汐留芝離宮ビルディング
- 汐留ビルディング
  - ハマサイト・グルメ
- ニューピア竹芝
  - 港竹芝郵便局
  - ホテルアジュール竹芝
  - ホテルインターコンチネンタル東京ベイ
- WATERS takeshiba - 2020年（令和2年）10月24日にまちびらき[報道 13]
  - アトレ竹芝 - 第Ⅰ期は2020年（令和2年）6月17日に開業[報道 14][報道 15]、第Ⅱ期は同年8月7日に開業[報道 16][注 1]
  - メズム東京、オートグラフコレクション - 2020年（令和2年）4月27日に開業[報道 17]
  - JR東日本四季劇場［春］・［秋］・自由劇場 - 竹芝地区の再開発に伴い、［秋］は2020年（令和2年）10月24日、［春］は2021年（令和3年）1月10日に開業[報道 21][報道 14][報道 13][注 2]
- 旧芝離宮恩賜庭園
- 東京都立芝商業高等学校
- 東京ポートシティ竹芝 
  - 東京都立産業貿易センター浜松町館
  - ソフトバンクグループ本社
- 国道15号（第一京浜）
- 大門駅（都営地下鉄浅草線・大江戸線） - 世界貿易センタービルの連絡通路を経由して乗り換えができる。
- 竹芝駅（ゆりかもめ） - 北口から東へ徒歩10分

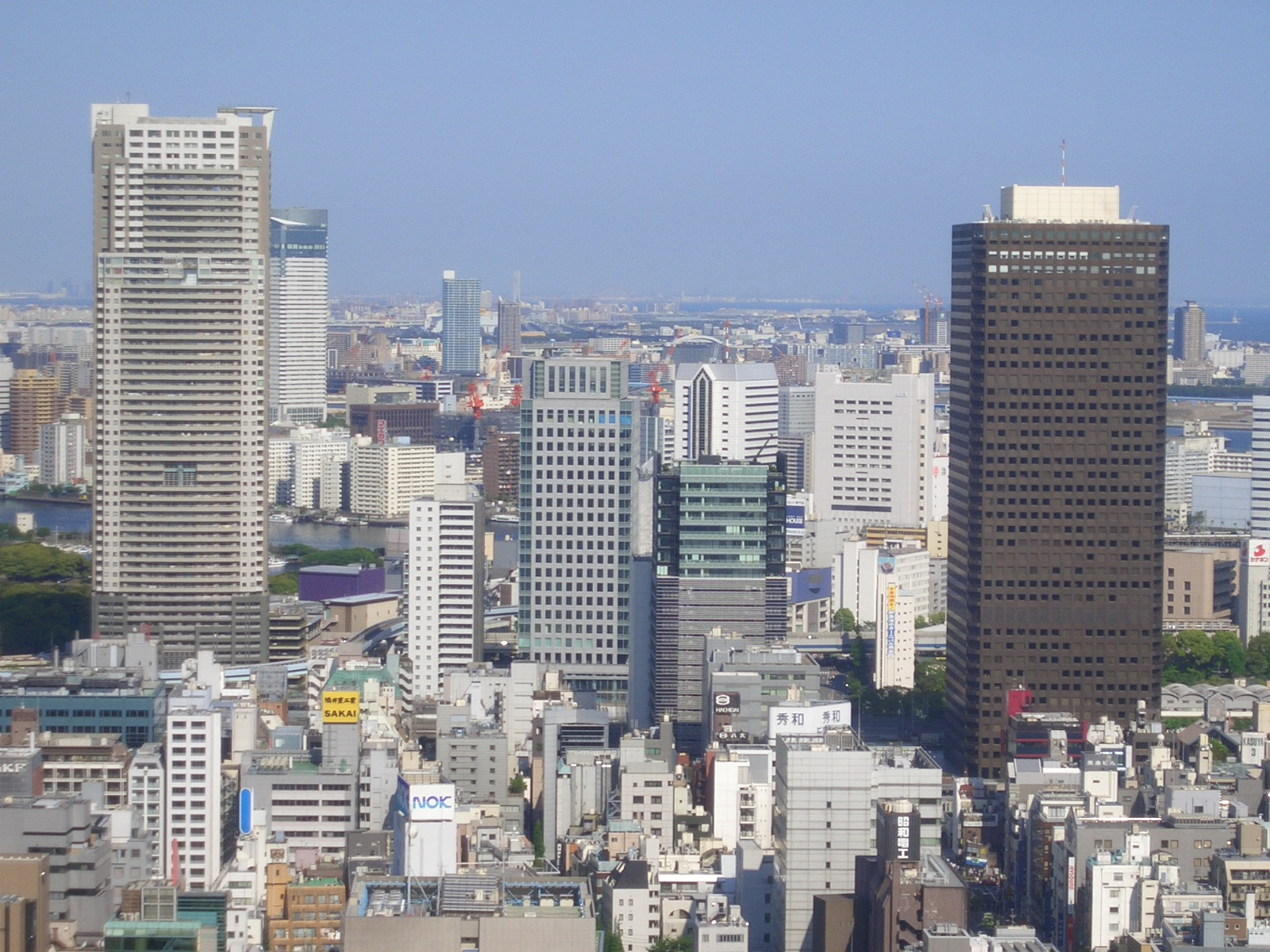
北口周辺 世界貿易センター（茶褐色のビル）の裏がJR線ホーム
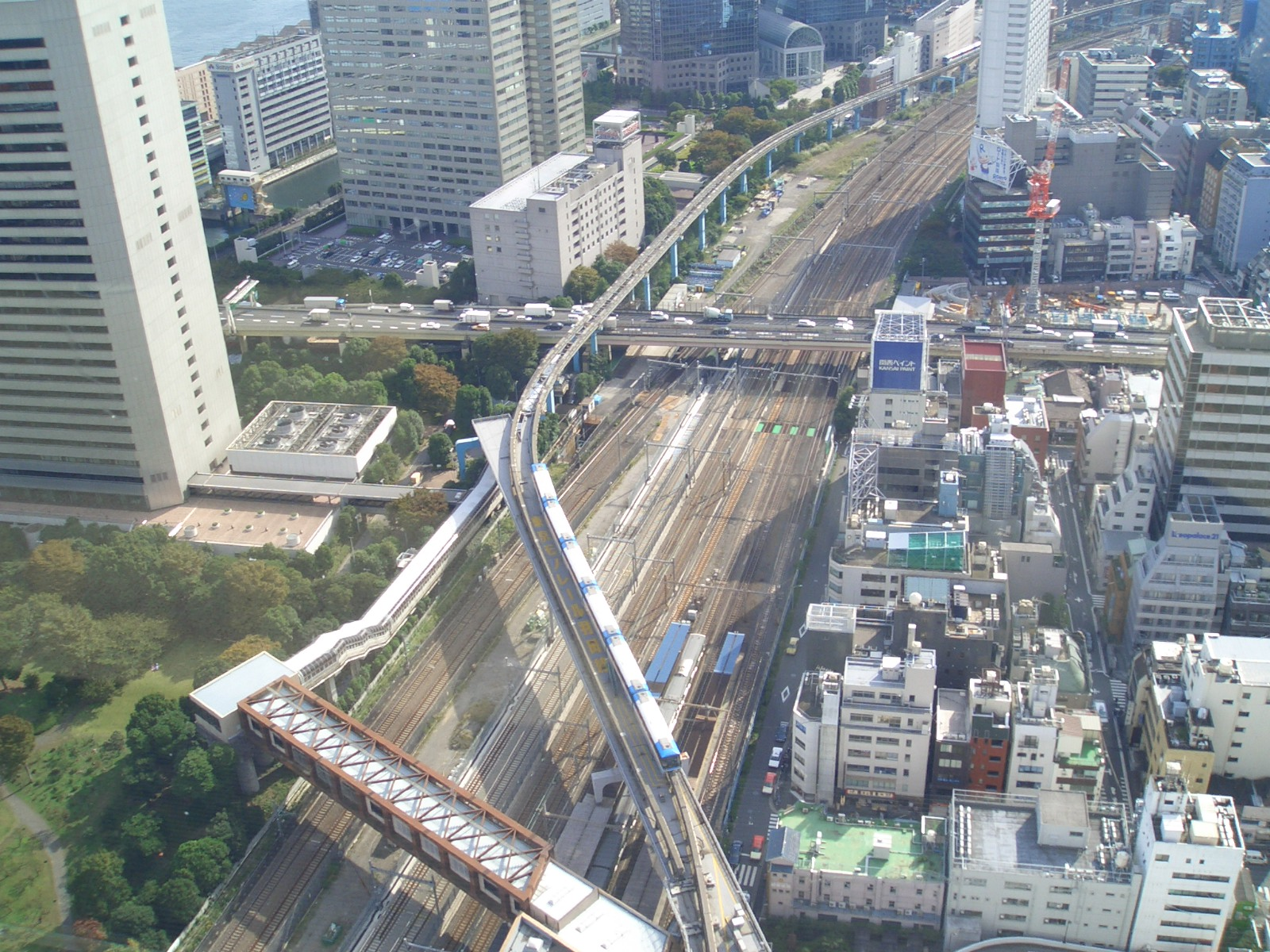
南口周辺 東京モノレールとJR線路
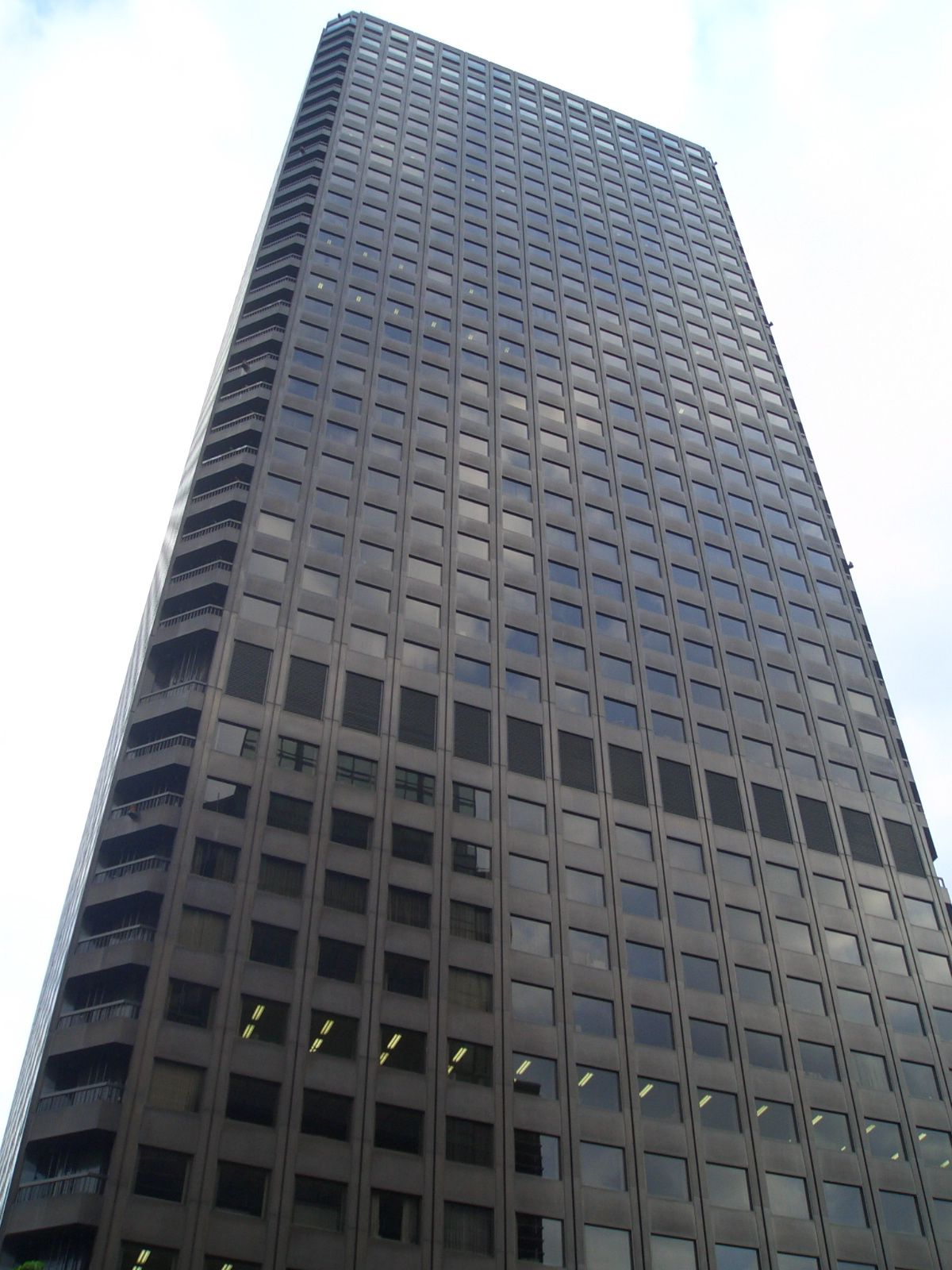
世界貿易センタービル
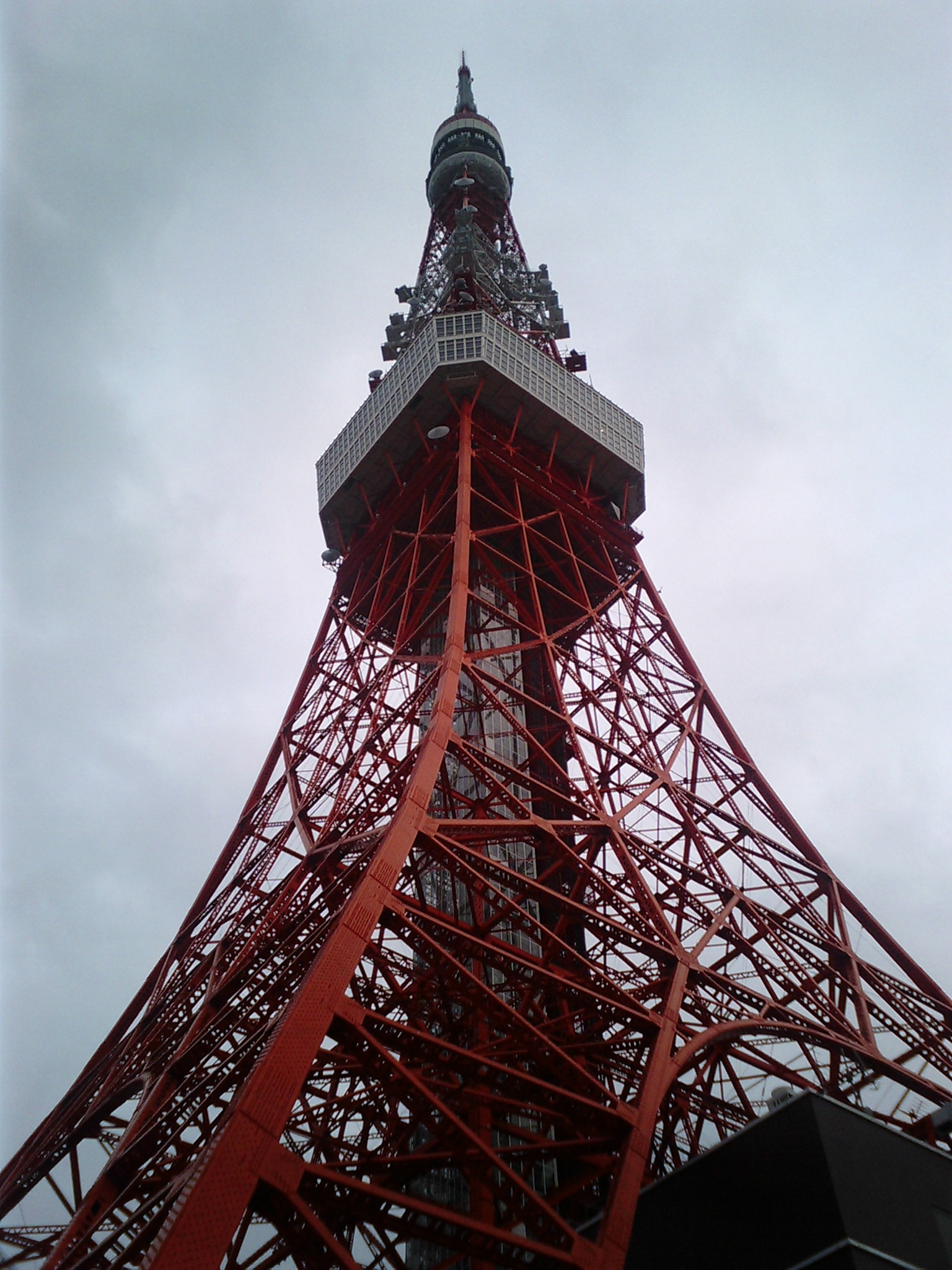
東京タワー
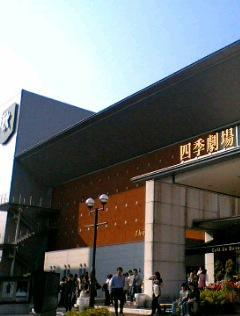
JR東日本アートセンター四季劇場［春］
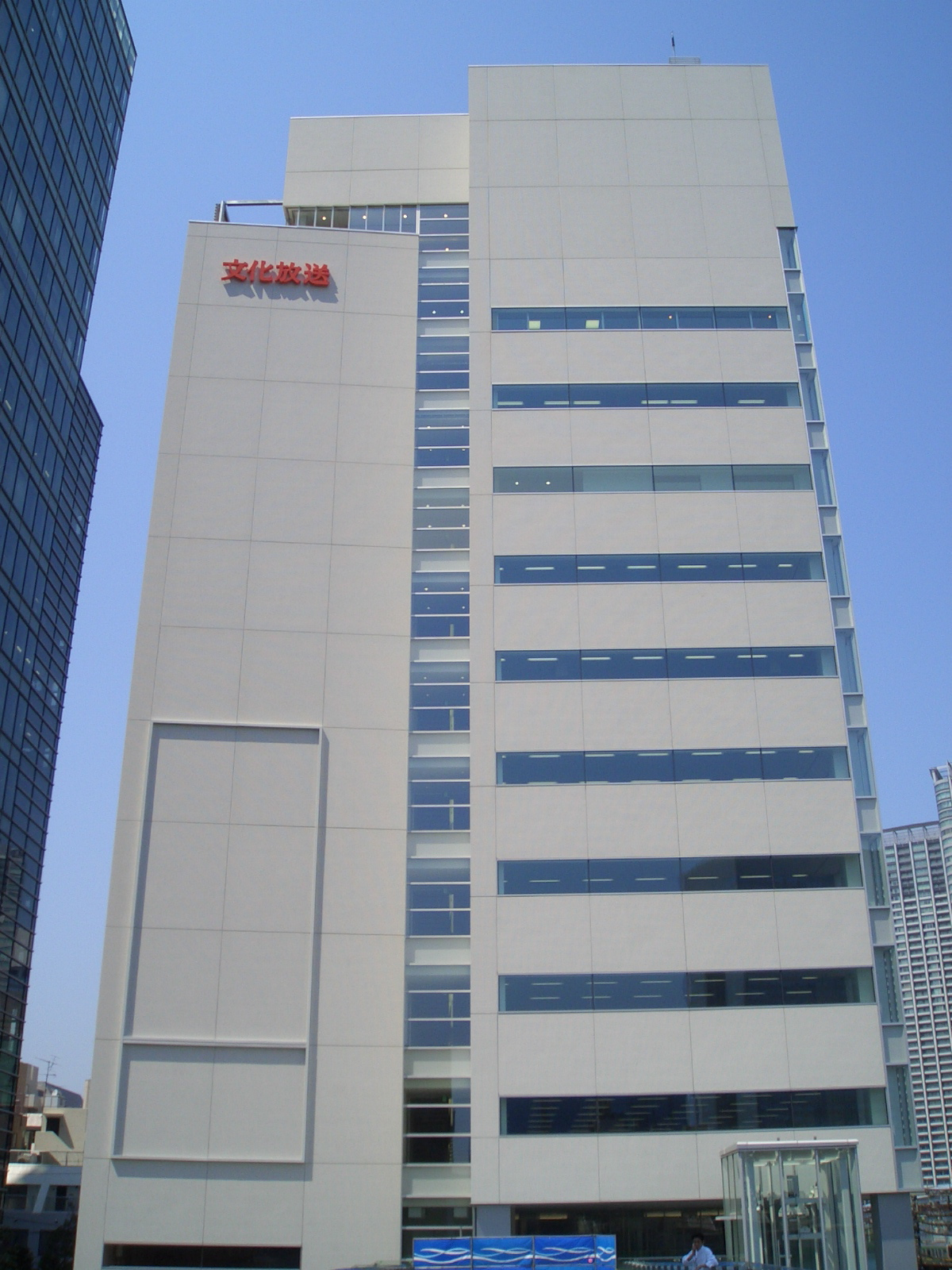
文化放送メディアプラス
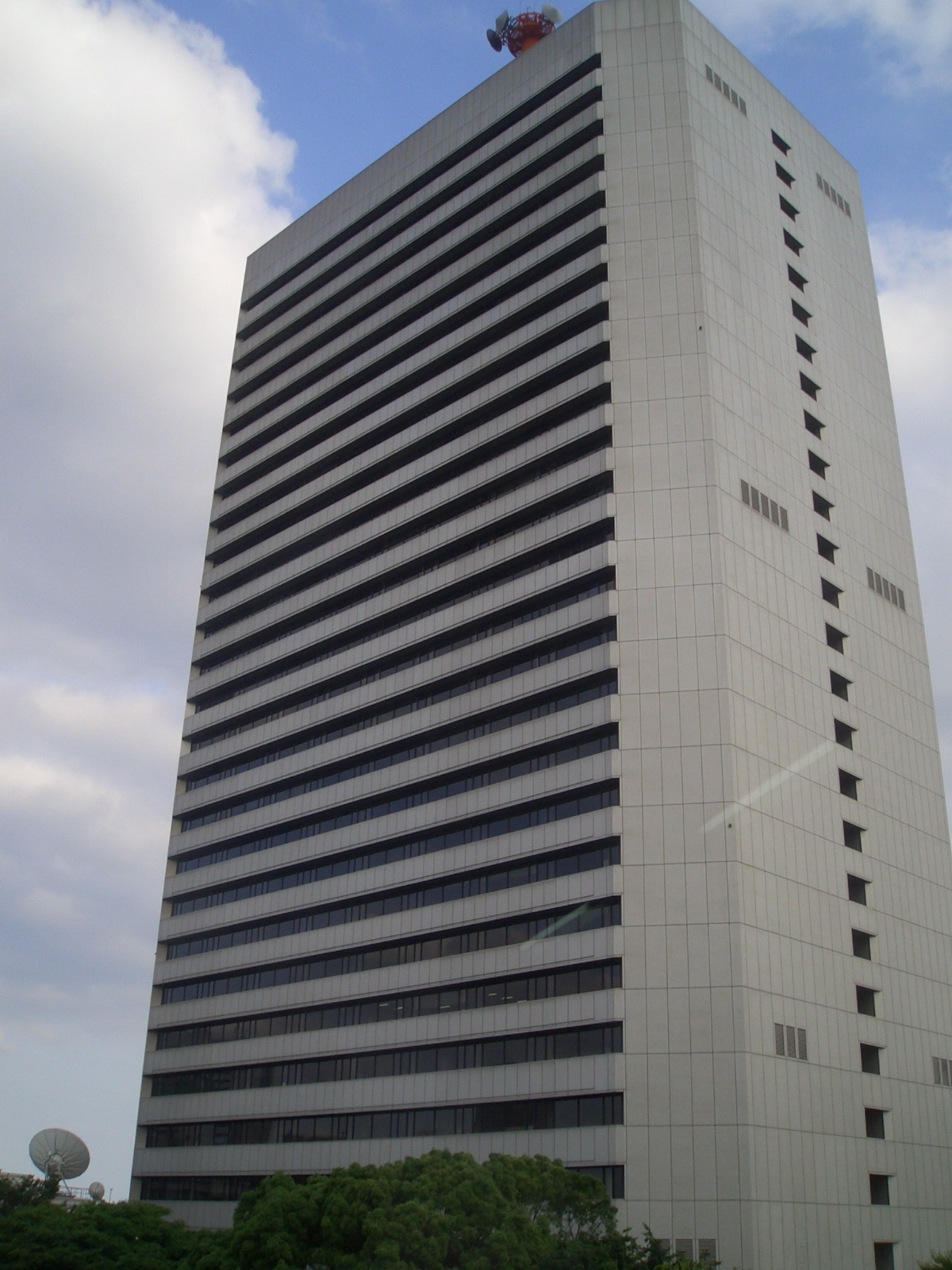
東京ガス本社ビル
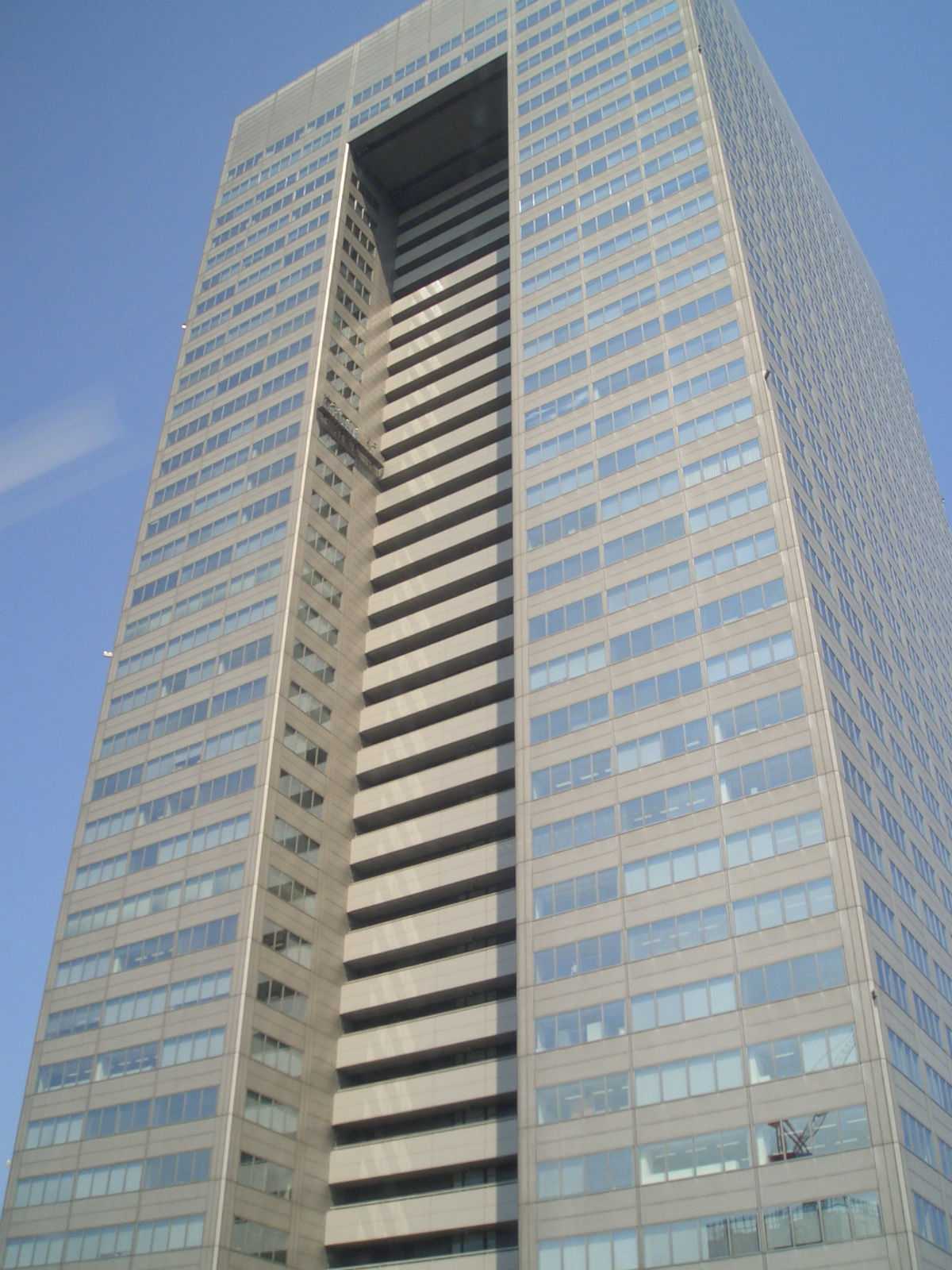
浜松町ビルディング
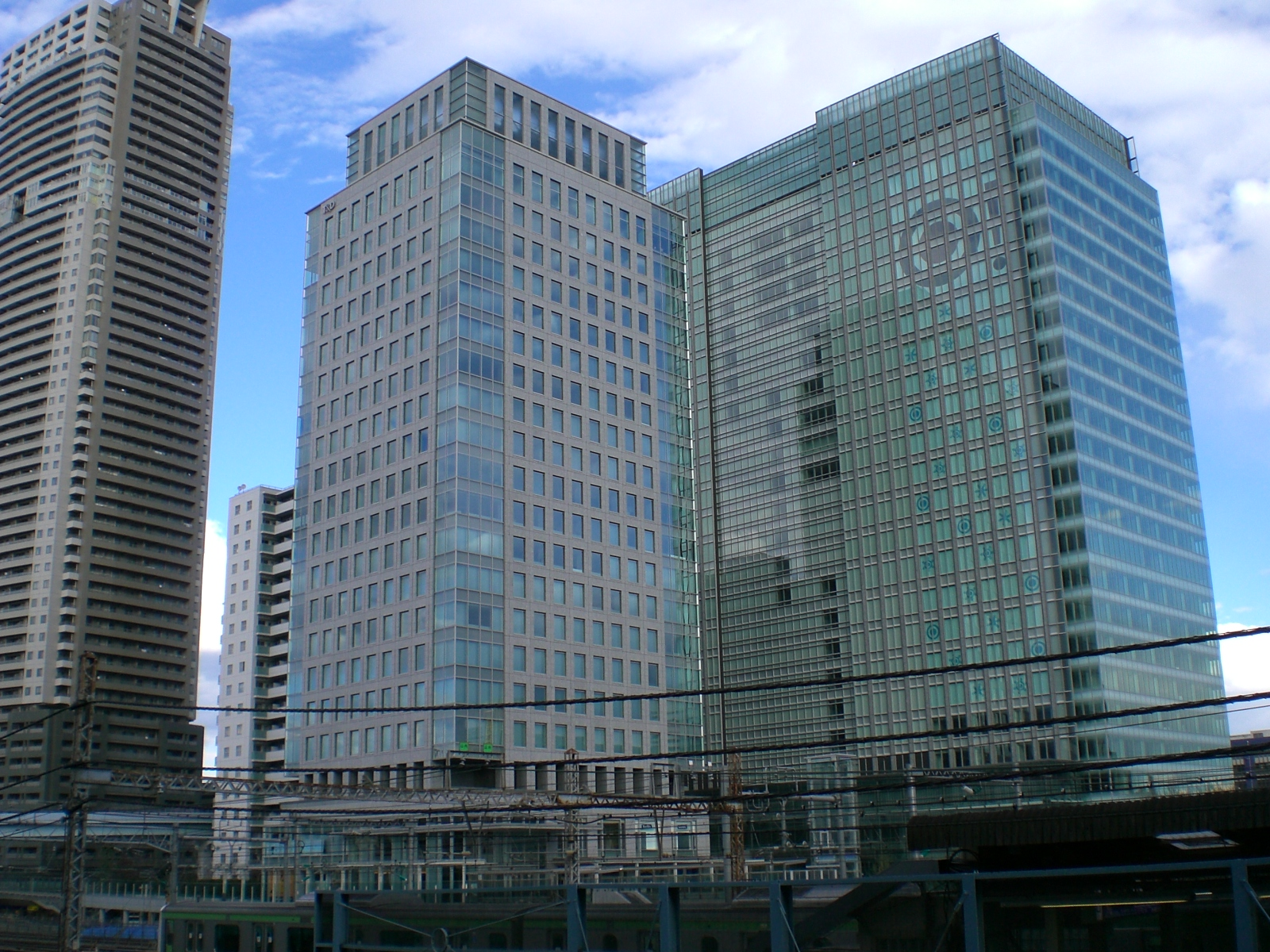
ハマサイト・グルメ

## バス路線
最寄りのバス停留所は、駅前通りにある浜松町駅前と第一京浜にある大門駅前で、東京都交通局により運行されている。世界貿易センタービルに併設されていた浜松町バスターミナルは2020年（令和2年）9月30日で営業を終了した。
浜松町駅前
- 浜95：品川駅港南口行き／東京タワー行き

大門駅前
- 都06：渋谷駅前行き／新橋駅前行き
- 浜95：品川駅港南口行き／東京タワー行き

## 周辺整備計画
駅周辺は都市再生緊急整備地域の指定を受け、国土交通省、東京都、港区、JR東日本、東京モノレールの5者による浜松町周辺地区の交通施設整備計画が進められている。これは、2008年（平成20年）1月に完了した汐留再開発（汐留シオサイト）による同地への訪問を含めた乗降客の増加、そして2010年10月21日に予定されていた羽田空港国際線定期便就航および新駅「羽田空港国際線ビル駅（現・羽田空港第3ターミナル駅）」開業によるモノレールの乗り換え客の増加に対応するものであった。2009年度内に事業費負担をJR東日本と協定を結び、概略設計に着手。
2012年10月に当駅周辺の交通施設整備計画の概要が発表され、コンコースを大幅に拡幅するほか、2014年度から世界貿易センタービルの建て替えを行い、2024年度（令和6年度）に完成させるなどの施策が行われる。また、駅南側で京浜東北線・山手線・東海道本線・東海道新幹線を跨ぎ東京ガス本社ビルなどへ接続する既存の人道跨線橋（南口自由通路）～新浜橋デッキも将来的には撤去され、南側新自由通路と芝浦デッキに統一する。南側新自由通路は新世界貿易センタービル南館とも直結し、2024年11月に竣工するWORLD TOWER RESIDENCEへのデッキブリッジを経て、屋外エスカレーターで大門・金杉橋方面へと抜けることが出来るようになり、線路沿いの港区特別区道第1180号を通ることで港町架道橋を経て新浜橋デッキへと戻ることも可能で、回遊性が高まる。
2013年2月のJR東日本の定例会見によれば、JR駅、モノレール両浜松町駅全体の改築が発表された。港区は当駅周辺の交通結節機能を強化するため、駅北口から汐留方面へ延長約75メートル・幅員約20メートルの「浜松町駅東西自由通路」の整備を計画。これは京浜東北線・山手線・東海道本線・東海道新幹線を跨ぐものであり、世界貿易センタービルのデッキ・文化放送側への歩道橋および汐留のペデストリアンデッキや、竹芝埠頭まで通じる竹芝ポートデッキに接続するほか、東海道貨物線跡地（旧カートレイン浜松町駅跡）を通り古川を渡って芝浦へ抜ける芝浦デッキ（港区特別区道第1181号）・遊歩道のSHIBAURA GREEN WALK（港区特別区道第1198号）とも接続する（芝浦デッキ・遊歩道は2025年〈令和7年〉- 2030年〈令和12年〉竣工予定の新浜町ビルBLUE FRONT SHIBAURAへ接続し、その先の日の出桟橋などへ抜けられる）。また、港町架道橋も改修する。
これに併せてJR東日本も北側に駅舎などの関連設備を整備し、以前の東京モノレール新駅予定地に設置する計画である。東京モノレールについても現行の駅位置において軌道を1本増設して複線化する2面2線化とコンコースの拡幅の実現を図り、1時間あたりの最大運転本数を現在の18本から24本に増やす予定である。

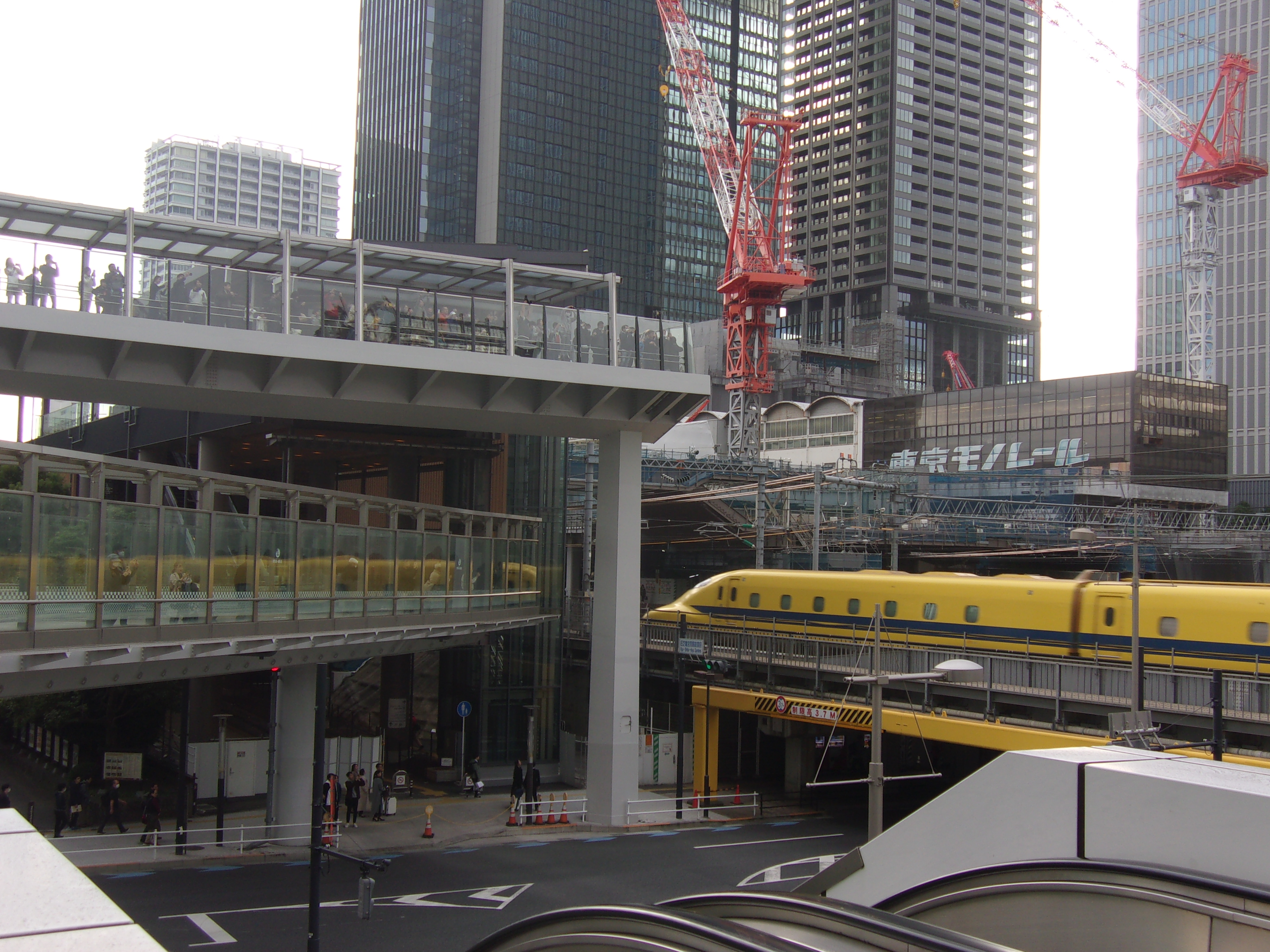
駅に到達した汐留デッキ（下段）と竹芝デッキ（上段）（2024年11月）
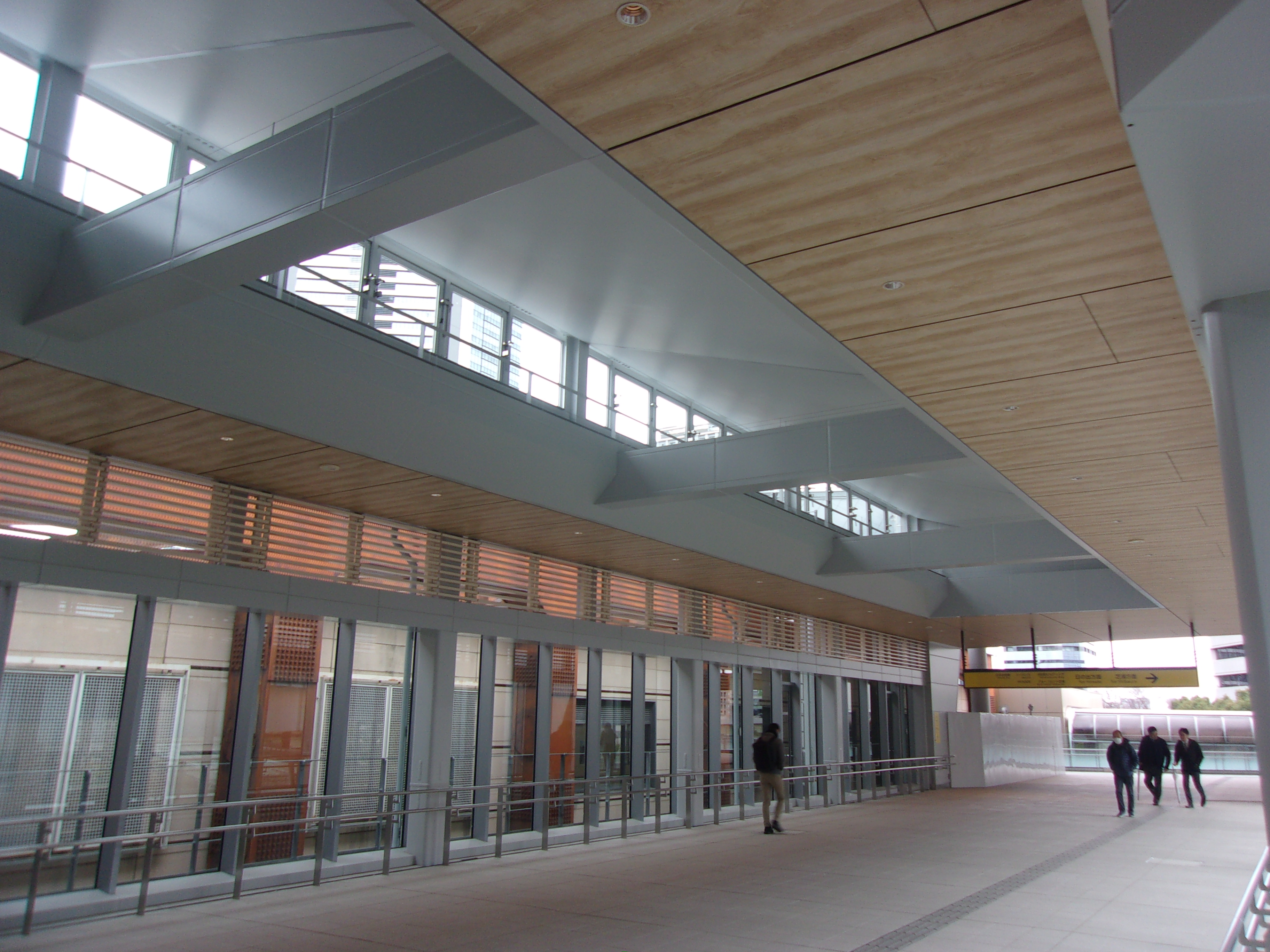
2025年3月6日より供用開始となった南側新自由通路
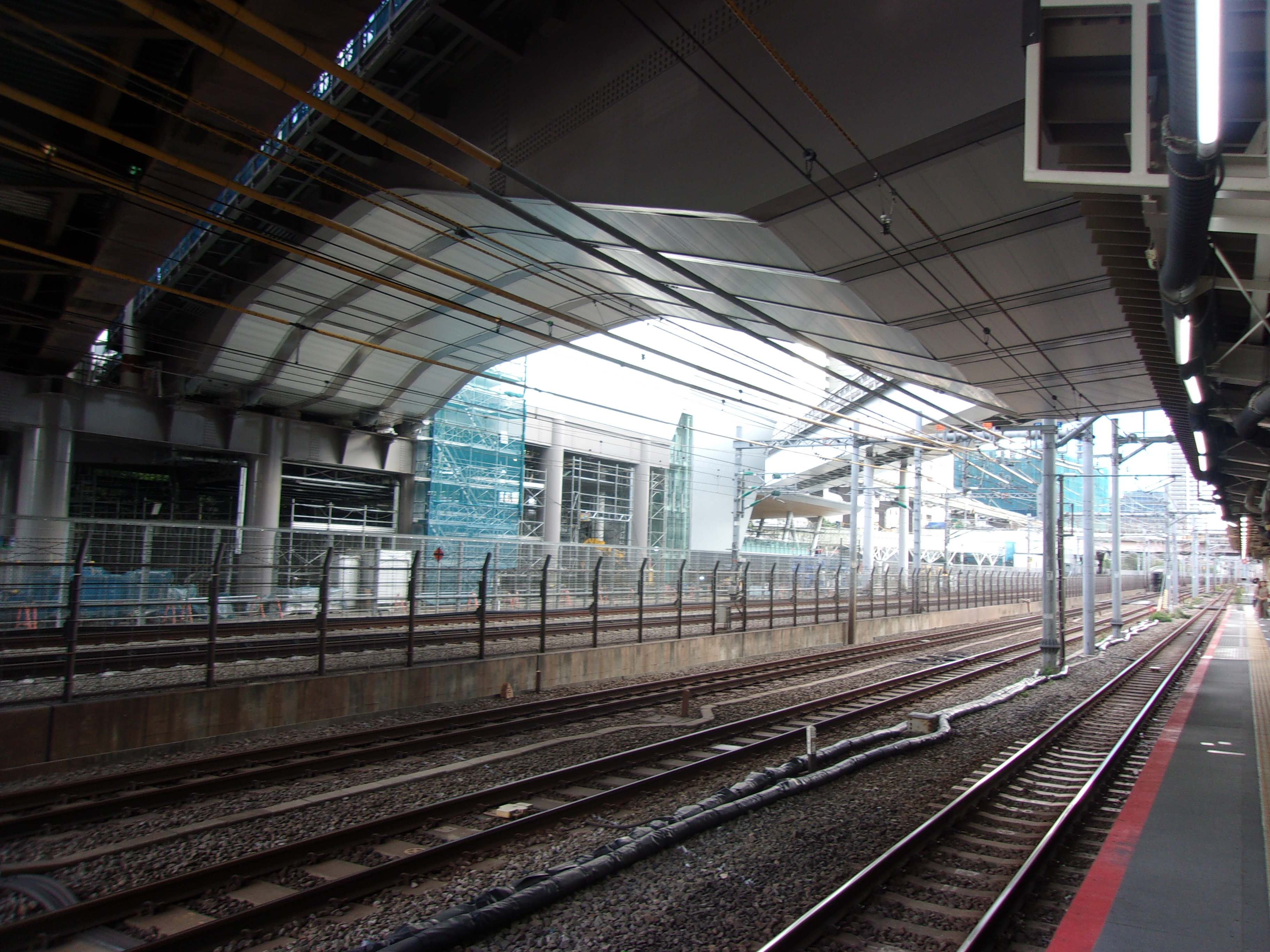
架線回避でアーチ状となる新自由通路底部
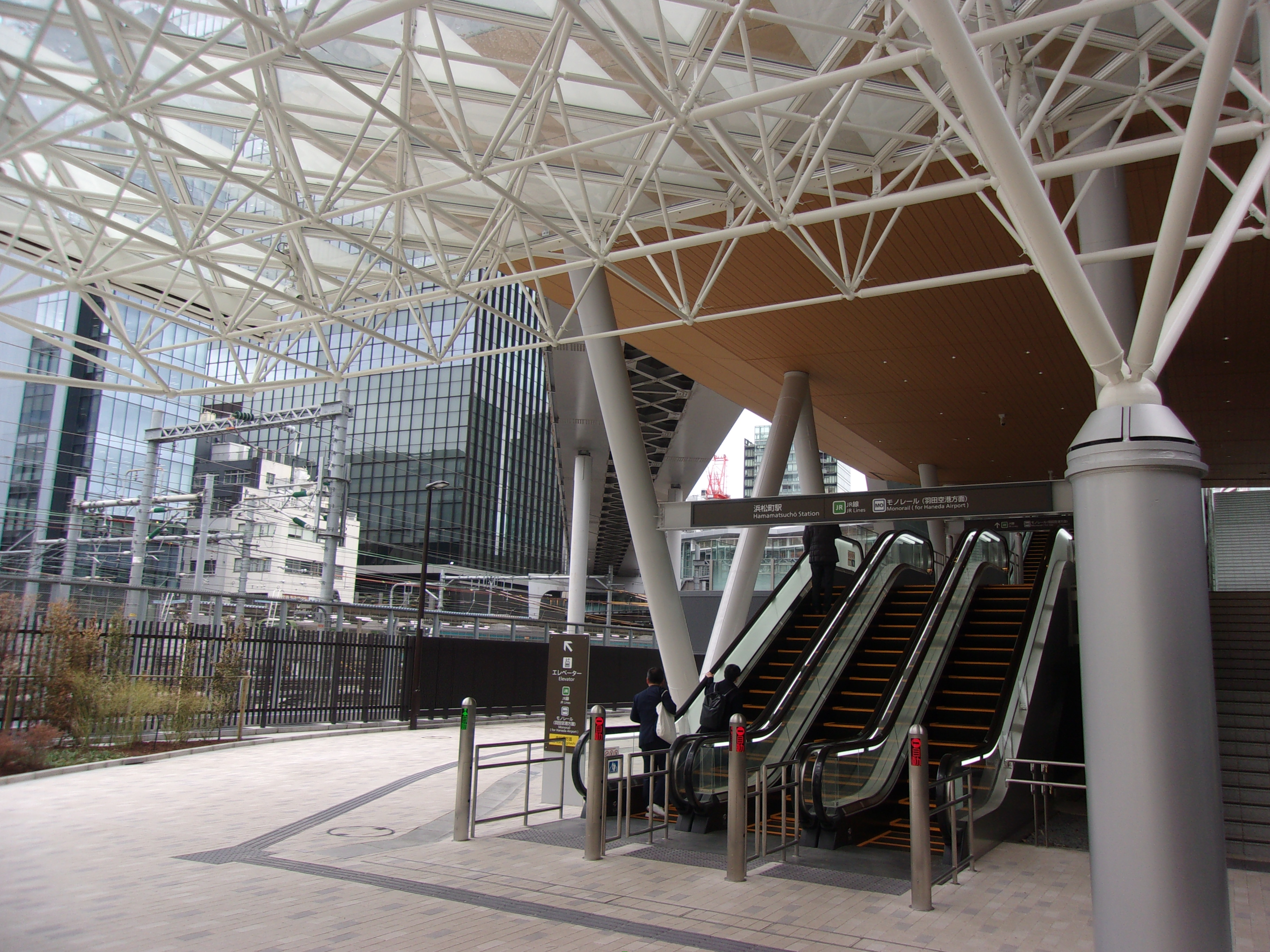
芝浦デッキに接続する新自由通路に設けられた芝浦口（2025年3月）
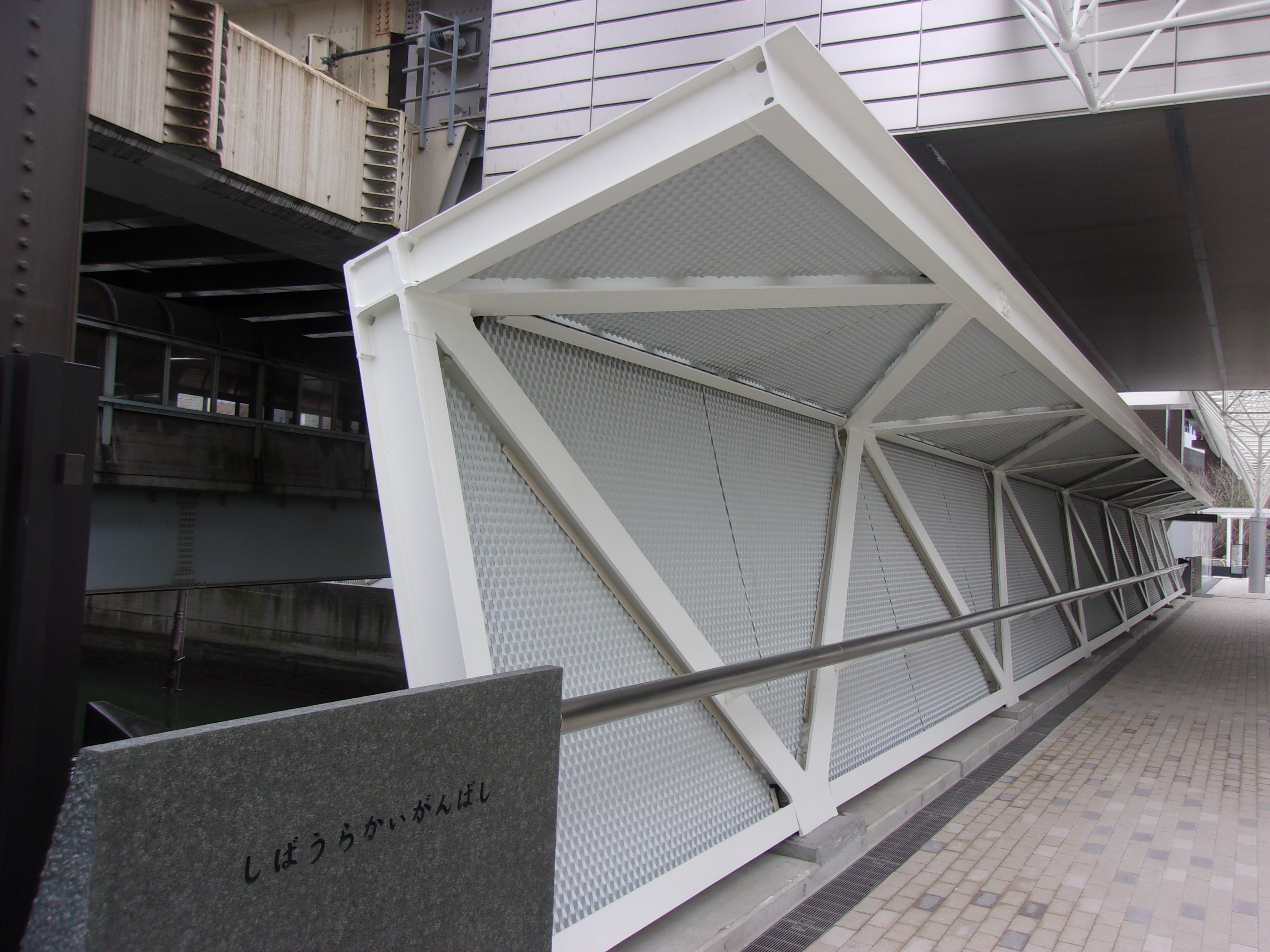
芝浦デッキ古川橋梁の芝浦海岸橋（2025年3月）
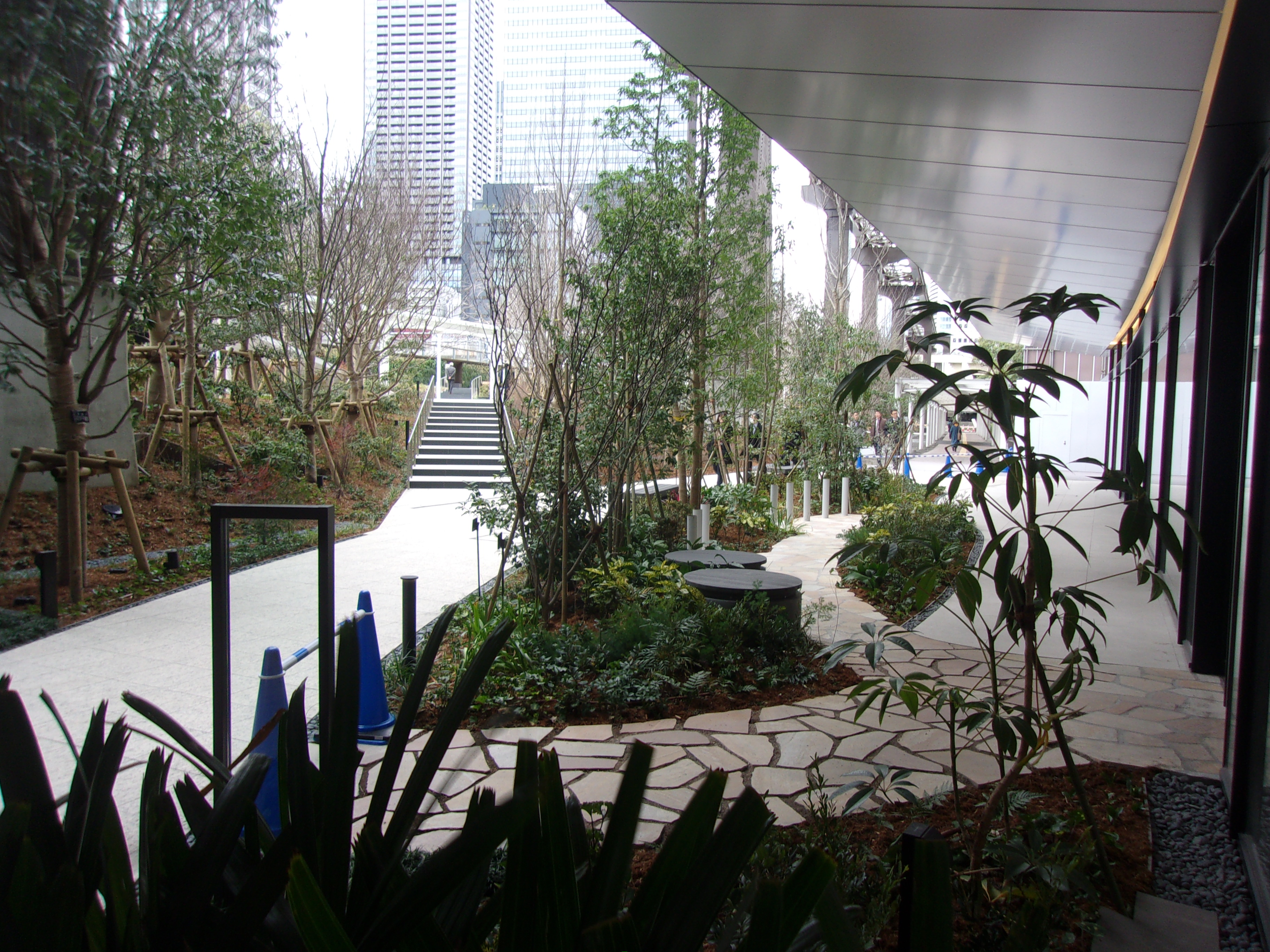
芝浦グリーンウォーク（2025年3月）
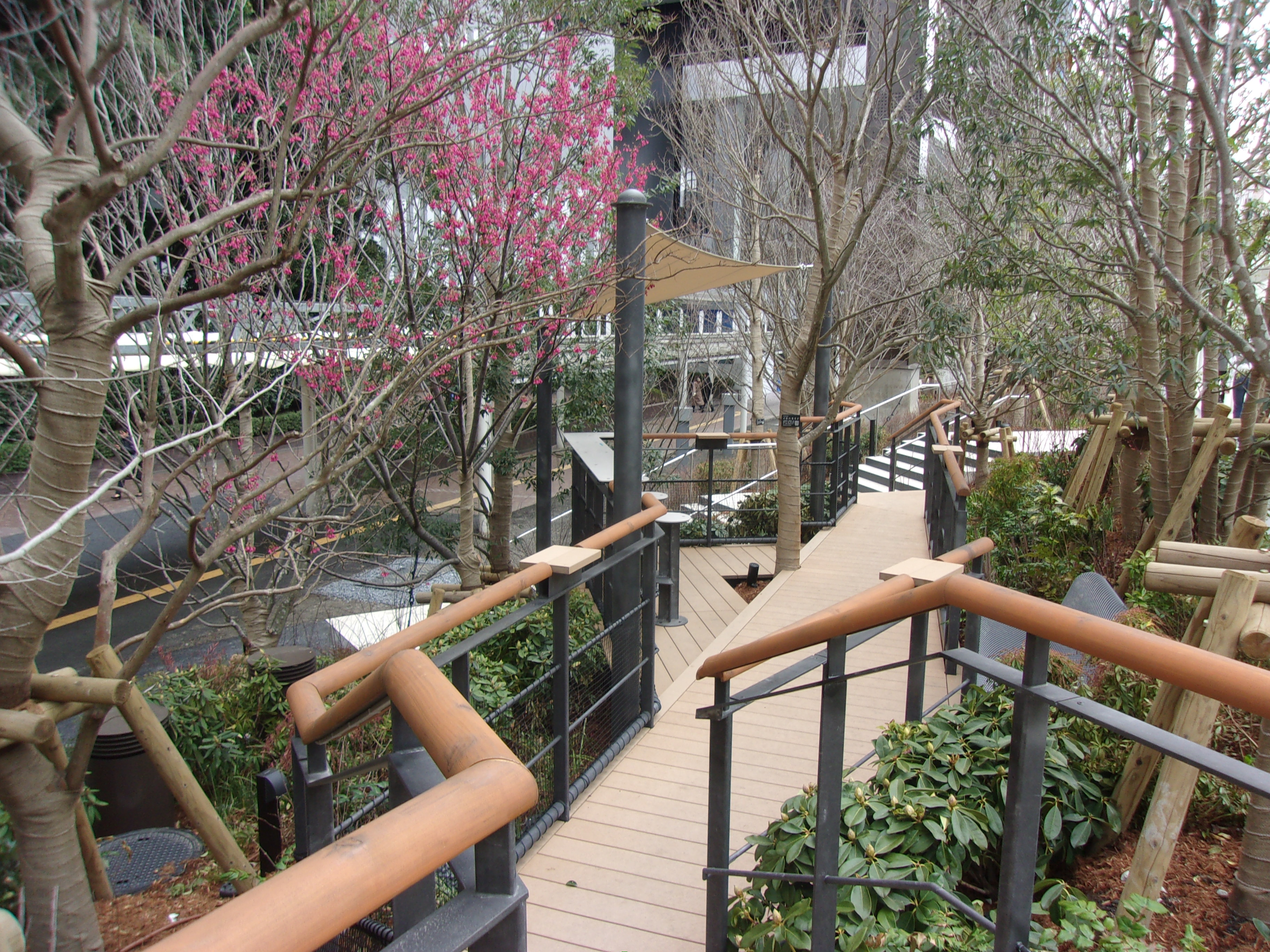
芝浦グリーンウォーク（2025年3月）
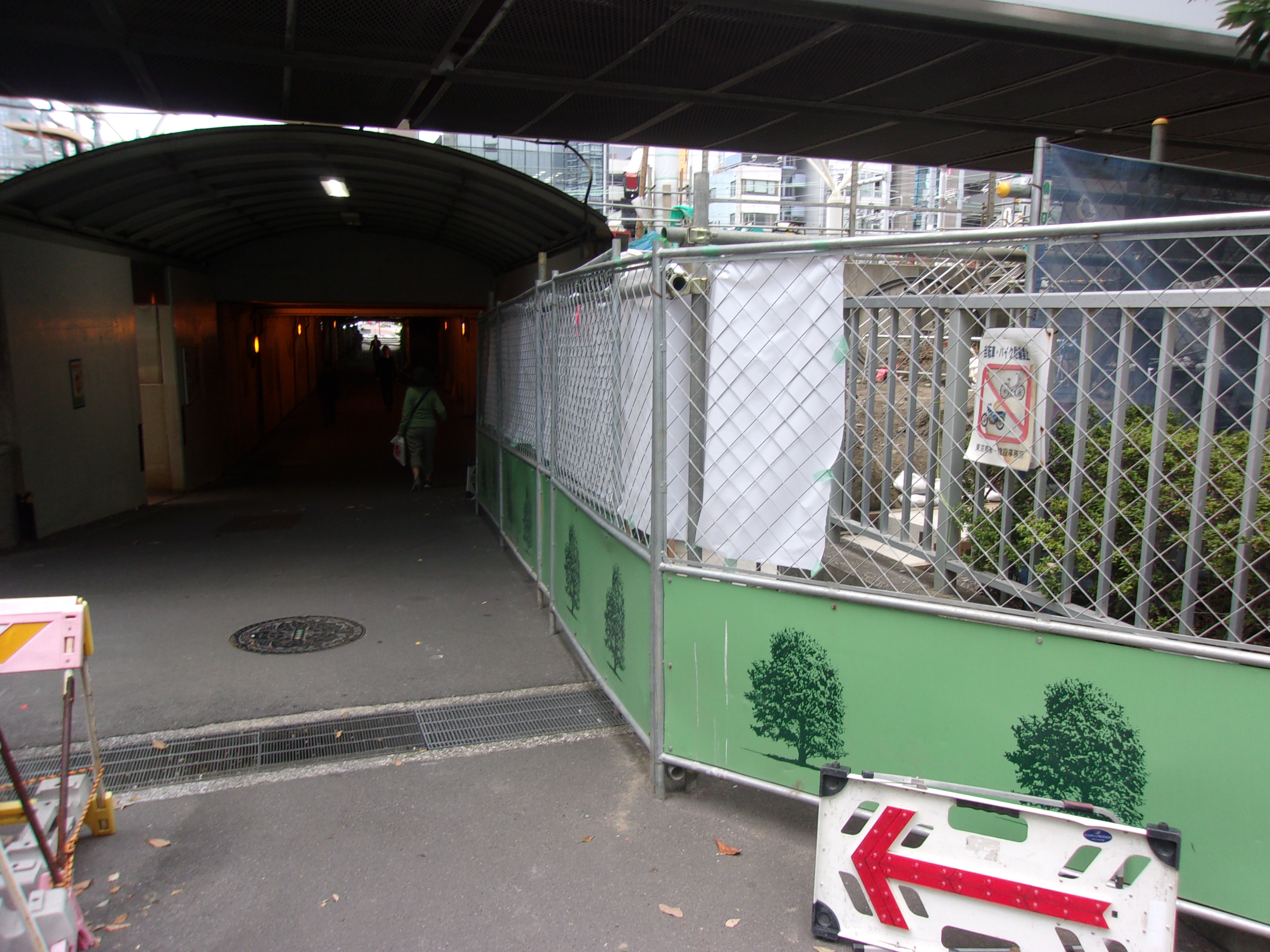
新浜橋デッキと接続する港町架道橋（工事中）
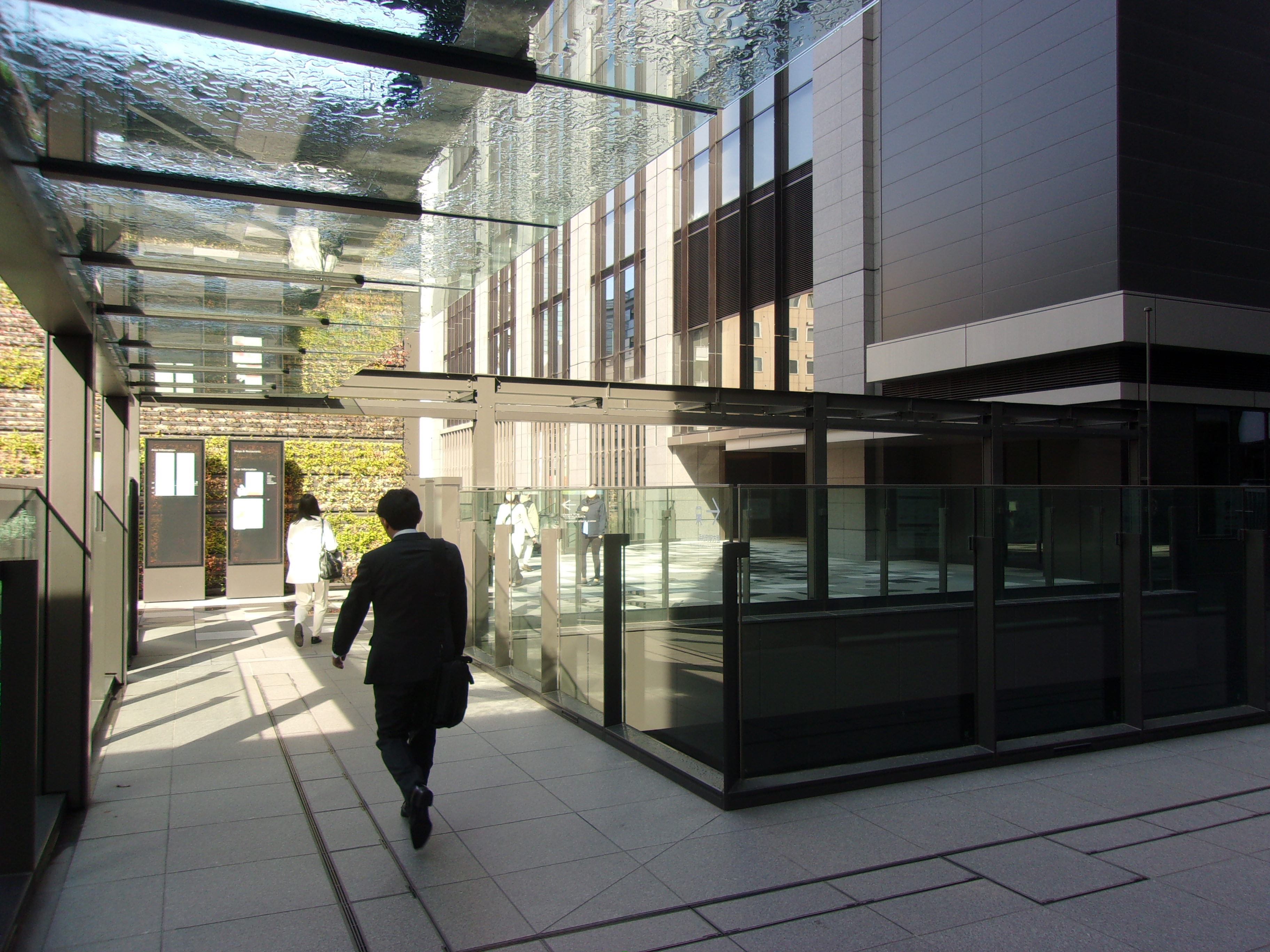
南側新自由通路から続く貿易センタービル南館とワールドタワーレジデンスのデッキブリッジ（2025年3月）
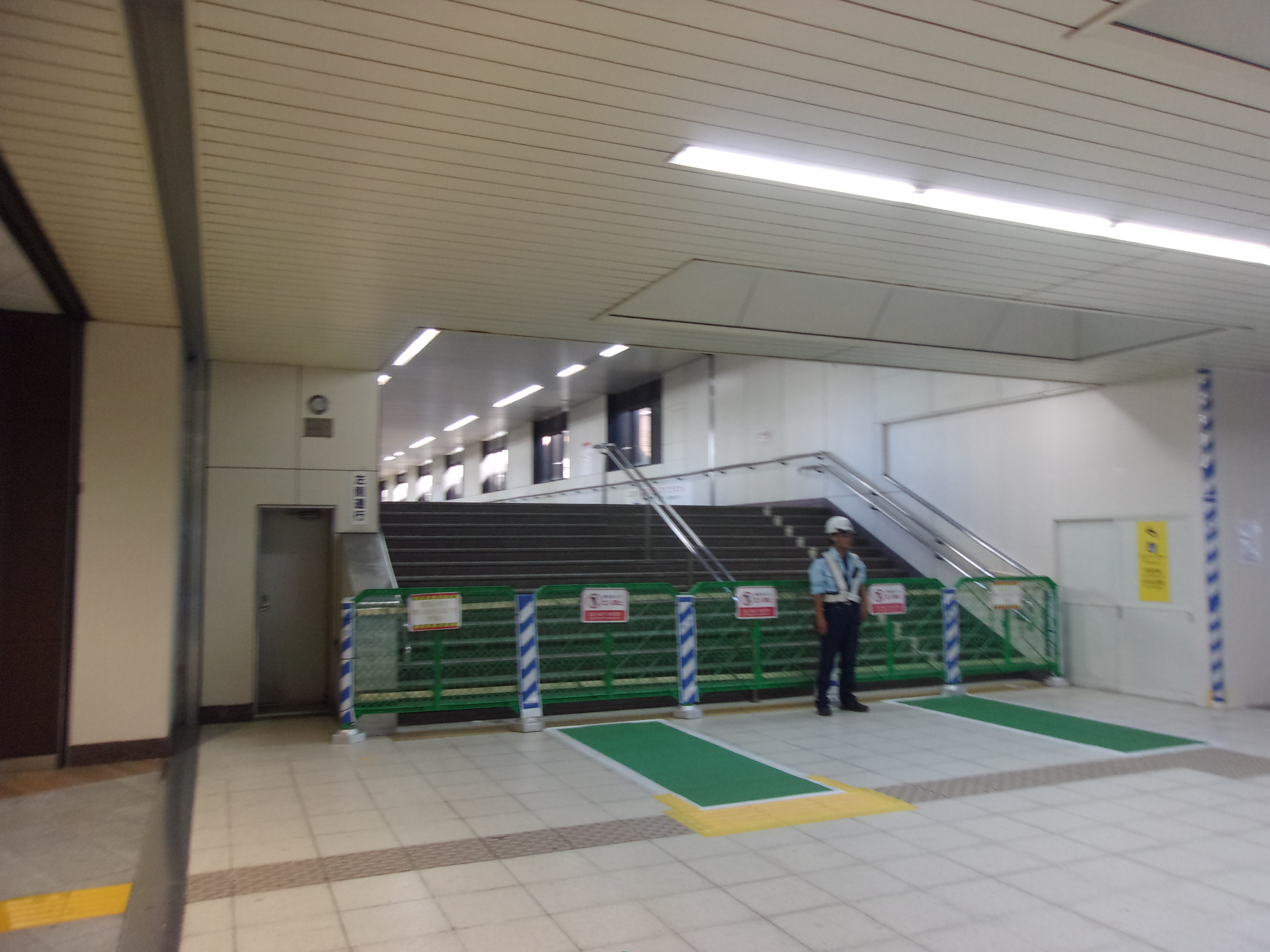
2025年7月25日をもって封鎖された南側旧自由通路

## 隣の駅
東日本旅客鉄道（JR東日本）
 京浜東北線
■快速（当駅から田町方面の各駅に停車）
東京駅 (JK 26) - 浜松町駅 (JK 23) - 田町駅 (JK 22)
■各駅停車
新橋駅 (JK 24) - 浜松町駅 (JK 23) - 田町駅 (JK 22)
 山手線
新橋駅 (JY 29) - 浜松町駅 (JY 28) - 田町駅 (JY 27)
東海道本線貨物支線（東海道貨物線）
浜松町駅 - 東京貨物ターミナル駅
東京モノレール
 東京モノレール羽田空港線
■空港快速
モノレール浜松町駅 (MO 01) - 羽田空港第3ターミナル駅 (MO 08)
■区間快速・■普通
モノレール浜松町駅 (MO 01) - 天王洲アイル駅 (MO 02)

### 記事本文